# NH90
Der NH90 (NATO-Helicopter 90) ist ein mittelschwerer militärischer Transporthubschrauber der 10-Tonnen-Klasse von NHIndustries. Er bildet in vielen europäischen Mitgliedsstaaten der NATO – und darüber hinaus in weiteren Ländern – das Rückgrat der Hubschrauberflotte. Der NH90 ist der erste Serienhubschrauber, der über ein elektronisches Flugsteuerungssystem (englisch Fly-by-wire) gesteuert wird. Er wurde ab 2010 schrittweise bei der Bundeswehr eingeführt. Der Helikopter kam seit seiner Auslieferung wegen seiner geringen Einsatzbereitschaft in scharfe Kritik.

## Geschichte

### Entwicklung
Erste Konzepte für einen Transporthubschrauber in der Gewichtsklasse von 9 bis 13 Tonnen wurden bereits in den 1980er Jahren innerhalb der NATO bei der NATO Industrial Advisory Group entwickelt. Zu einer gemeinsamen Realisierung durch die NATO-Staaten kam es nicht, weil die Forderungen und Interessen der einzelnen Staaten zu unterschiedlich waren. Lediglich Frankreich, Italien, die Niederlande und Deutschland konnten ihren Bedarf und Forderungen zu einem gemeinsamen Vorgehen und Beschaffen harmonisieren. Sie gründeten die NATO Helicopter Management Agency in Aix-en-Provence (Südfrankreich). 2001 schloss sich Portugal und 2007 Belgien dieser zentralen Interessenvertretung an.
Es wurde ein zentraler Auftragnehmer NHIndustries (NHI) gegründet, ein Joint Venture aus den Hubschrauberherstellern EADS Eurocopter (vormals MBB und Aérospatiale) (62,5 %), AgustaWestland (32 %) und Stork Fokker (5,5 %). Die Entwicklung und Produktion wurde auf die genannten Unternehmen baugruppenweise aufgeteilt.

### Konzept und Anforderungen
Der NH90 wurde als leichter allwetter- und nachtflugtauglicher Mehrzweckhubschrauber für Heer und Marine konzipiert. Als Nachfolger der veralteten Bell UH-1D sind seine geplanten Haupteinsatzgebiete der Material- und Personentransport, Einsatz von Spezialkräften, die Evakuierung von Verwundeten vom Gefechtsfeld (MedEvac), Begleiteinsätze („Escort“) sowie Not- und Katastrophenhilfe.
Für die Transportaufgaben sollte der NH90 eine Kapazität von 2,5 t Innenlast oder 4 t Außenlast bzw. 16 Personen bewältigen.
Der NH90 sollte ein modulares Konzept bieten, das mit rollenspezifischer Ausrüstung an geplante Missionen angepasst werden kann.
Der NH90 war der erste Serienhubschrauber, der über ein elektronisches Flugsteuerungssystem (englisch Fly-by-wire) gesteuert wird.

### Montage
Es wurden anfangs drei Montagelinien eingerichtet: je eine in Frankreich (Marignane), Deutschland (Entwicklung Ottobrunn, Produktion Donauwörth) und Italien. Es war von vornherein vorgesehen, den Basishubschrauber frei auf dem Markt anzubieten. Zusätzliche Montagestraßen für den NH90 wurden 2007 bei Patria in Finnland und 2008 bei Australian Aerospace in Australien eingerichtet.

### Prototypen

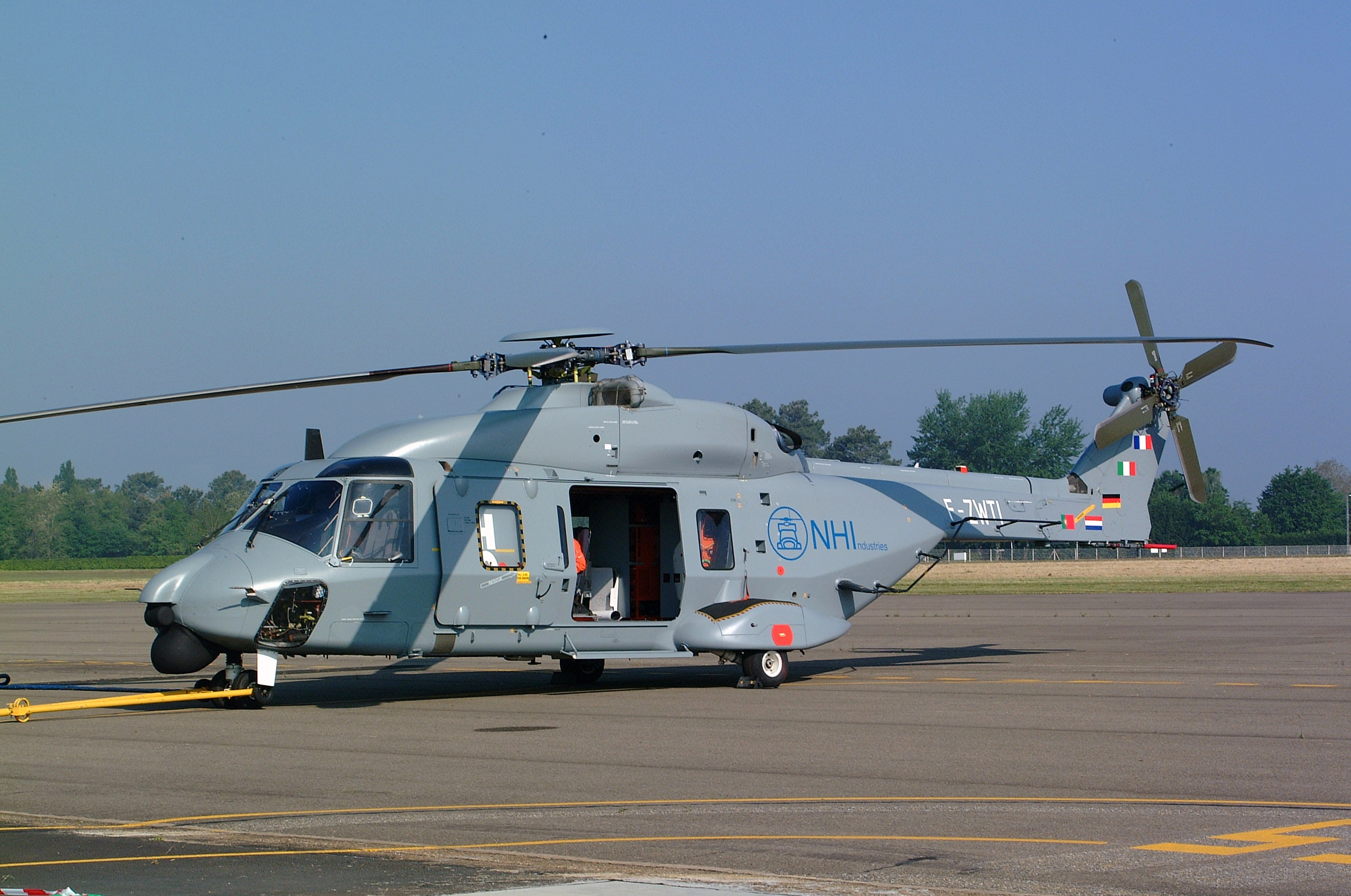
Der Prototyp mit dem Kennzeichen F-ZWTI, 2004

Am 18. Dezember 1995 hob der erste Prototyp des NH90 in der TTH-Version zum Erstflug ab, im Dezember 1999 startete der fünfte und letzte Prototyp in der Version für die Marine zu seinem Jungfernflug.

### Serienproduktion
Nachdem am 30. Juni 2001 der Vertrag über das erste Los zwischen der NAHEMA und NHI geschlossen wurde, lief die Serienproduktion an, die mit dem Erstflug der ersten Serienmaschine in Donauwörth im Jahr 2004 gipfelte. Die Hersteller hatten mehrfach mit Schwierigkeiten in der Produktion zu kämpfen, sodass sich die Auslieferung um mehrere Jahre verzögerte. Inzwischen steigen die Auslieferungszahlen stetig an. Im Jahr 2010 wurden 28 Einheiten ausgeliefert. Bis Juni 2014 wurden insgesamt 200 Maschinen ausgeliefert.

## Einsätze

### ISAF
Mitte 2010 begannen die Vorbereitungen Italiens für die erste Entsendung von fünf TTHs nach Afghanistan. Die Hubschrauber wurden zwischen dem 20. August und 22. September 2012 an Bord von amerikanischen Boeing C-17 nach Herat verlastet. Die volle Einsatzbereitschaft wurde am 25. September 2012 erreicht. Sie standen dort zum Truppentransport und für MedEvac-Einsätze zur Verfügung.
Am 17. April 2013 wurde der erste von vier deutschen NH90 von Leipzig aus mit einer Transportmaschine An-124 nach Afghanistan verlegt. Die Hubschrauber wurden dort vor allem für MedEvac-Einsätze genutzt. Am 1. August 2014 wurde dieser Einsatz beendet.

### EUNAVFOR ATALANTA
Die Niederlande verlegten 2013 einen NH90 auf die Fregatte HNLMS De Ruyter, die am Atalanta-Einsatz vor der Küste Somalias teilnahm. Dieser Einsatz war der erste dieser Art für die Marineversion des NH90. 2014 stellten die niederländischen Streitkräfte einen deutlich höheren Verschleiß fest als vorher angenommen worden war.
Auch die Aviazione Navale setzte 2020 (zum wiederholten Mal) einen NH90 in der Version NFH als eingeschifften Bordhubschrauber auf der Fregatte ITS Luigi Rizzo ein.

### Operation Barkhane
Die Französischen Heeresflieger setzten ab November 2014 zwei NH90 im Rahmen der Opération Barkhane in Mali ein.

### Operation Inherent Resolve
Die italienischen Heeresflieger setzten ab März 2016 jeweils vier NH90 und vier Kampfhubschrauber AW-129 Mangusta im Rahmen der Operation Inherent Resolve im Nordirak ein. Dieses in Erbil stationierte Kontingent flog einerseits Combat Search and Rescue (CSAR) – Einsätze und schützte andererseits Wiederaufbauarbeiten am Staudamm von Mossul.

### MINUSMA
Zur Ablöse eines Niederländischen Hubschrauberkontingents, welches seit mehreren Jahren unter sehr widrigen Bedingungen unter dem MINUSMA-Mandat eingesetzt war, sollte das Deutsche Heer je drei NH90-MedEvac und Eurocopter-Tiger-Kampfhubschrauber zum Schutz der NH90 sowie je einen weiteren Hubschrauber des jeweiligen Typs als Reserve nach Gao schicken. Gestellt werden die Maschinen und das Personal vom Transporthubschrauberregiment 10 aus Faßberg, dem Transporthubschrauberregiment 30 aus Niederstetten und dem Kampfhubschrauberregiment 36 aus Fritzlar. Am 27. und 29. Januar 2017 erfolgte der Transport der ersten beiden NH90 von Deutschland nach Bamako, wo die Maschinen wieder montiert wurden. Der Transport der Hubschrauber erfolgte jeweils einzeln mit An-124 des SALIS-Programms. Am 31. Januar verlegten sie nach Gao, wo am 4. Februar auch die dritte und vierte Maschine eintrafen.
Am 2. März 2017 wurde die MEDEVAC-Verantwortung von den niederländischen Streitkräften übernommen und es erfolgte der erste Einsatzflug. Hierbei wurden zwei verletzte Zivilangestellte von MINUSMA nach einem IED-Anschlag versorgt und nach Gao verbracht. Die FOC für die NH-90 wurde am 24. April 2017 gemeldet.
Am 18. April 2017 flogen zwei deutsche NH90-MEDEVAC im Rahmen einer Verwundetenevakuierung im Auftrag der MINUSMA-Führung fünf bei einem Angriff verwundete Soldaten der malischen Streitkräfte von Gourma-Rharous nach Gao. Dort wurden die Verwundeten an die französische (Operation Barkhane) und die chinesische Role-2-Einrichtung (MINUSMA) zur Weiterversorgung übergeben.
Am 7. Mai 2017 flog der gemischte Heeresfliegereinsatzverband eine MEDEVAC-Mission in Bourem. Fünf bei einem Angriff verwundete Angehörige der malischen Streitkräfte wurden nach Gao transportiert. Bis zum Februar 2018 wurden insgesamt 39 Verwundete mit den deutschen NH-90 evakuiert.
Am 11. Februar 2018 trafen zwei belgische NH-90 in Gao ein, nach Zertifizierung durch die UN nahmen sie den Einsatzflugbetrieb auf, drei deutsche und zwei belgische NH-90 bildeten dann einen binationalen Heeresfliegereinsatzverband.
Am 3. Juli 2018 wurde auch der NH-90-Anteil aus dem Einsatz herausgelöst. Die binationale NH-90-Flotte absolvierte 181 Einsatzflüge. In 15 Rettungseinsätzen gelang es, 43 teils schwer verletzte Blauhelmsoldaten, Angehörige der malischen Streitkräfte sowie Zivilpersonen sicher aus dem Gefahrengebiet auszufliegen. Am 1. August 2018 wurde der deutsche Heeresfliegereinsatzverband von einem Kontingent der Kanadischen Streitkräfte abgelöst.

### Resolute Support
Die italienischen Heeresflieger setzten seit Überleitung vom ISAF- zum Resolute Support-Mandat mehrere NH-90 von Herat im Süden Afghanistans aus ein. Diese dienten hauptsächlich der Gewährleistung einer MEDEVAC-Bereitschaft, für Verbindungsflüge, Luftaufklärung und der Unterstützung von Spezialkräften. Im Januar 2017 erreichten die NH-90 der Task Group Fenice die 3000. Flugstunde in Afghanistan. Es wurden bis zu diesem Zeitpunkt 1650 Einsatzmissionen geflogen.
Im November 2018 gab das Bundesministerium der Verteidigung bekannt, dass Ende 2020 drei NH90 des Heeres und ein H145M des Hubschraubergeschwaders 64 (jeweils mit einem zusätzlichen Hubschrauber als technische Reserve) die jenerzeit vier CH-53-Maschinen (plus eines Hubschraubers, der als technische Reserve diente) und deren Crews im Resolute Support-Einsatz ablösen würden. Auftrag des leichten Mehrzweckhubschraubers H145M LUH SOF war hierbei bewaffneter Begleitschutz für den NH90 während MEDEVAC-Missionen zu sein. Die Maschinen sollten als Teil des Einsatzgeschwaders Mazar-e Sharif eingesetzt werden. Der Einsatz war vorerst für achtzehn Monate geplant. Somit konnte den Besatzungen und Maschinen CH-53, die seit 2002 nahezu ununterbrochen in Afghanistan eingesetzt waren, eine gewisse Regeneration ermöglicht werden. Im August 2020 wurde bekannt, dass nur die NH90 nach Afghanistan verlegen würden. Im November 2020 wurde die ersten Kräfte verabschiedet. Sie sollten in das 18. und 19. deutsche Einsatzkontingent Resolute Support integriert werden. Am 12. November 2020 wurden die ersten zwei Maschinen mit einer SALIS-Maschine nach Mazar-e Sharif verlegt. Insgesamt war ein Einsatz von vier NH90 zuzüglich zweier weiterer Maschinen als technische Reserve für 18 Monate in Afghanistan eingeplant.

### VJTF 2023
Für die, im Schwerpunkt durch Deutschland von 2022 bis 2024 gestellte, Very High Readiness Joint Task Force (VJTF) 2023 der NATO sind ab dem Jahr 2022 bis zu zehn NH90 eingeplant.

## Versionen
Der NH90 wurde so konzipiert, dass er aufbauend auf der Grundkonstruktion der Hubschrauberzelle für den Einsatz über Land und See befähigt ist. Diese Variante hatte am 18. März 2005 im französischen Marignane ihren Erstflug. Die Kommunalität von TTH und NFH liegt strukturell bei etwa 85 % und im Bereich Elektronik bei etwa 50 %. Untergeordnet zu den beiden Modellen gibt es mehrere Varianten. Diese Varianten können sich in Größe und Ausstattung unterscheiden. Ab 2002 wurde eine Variante mit erhöhtem Kabineninnenraum konstruiert, die als TTH- oder NFH-Version ausgestattet werden kann.

### Landversionen

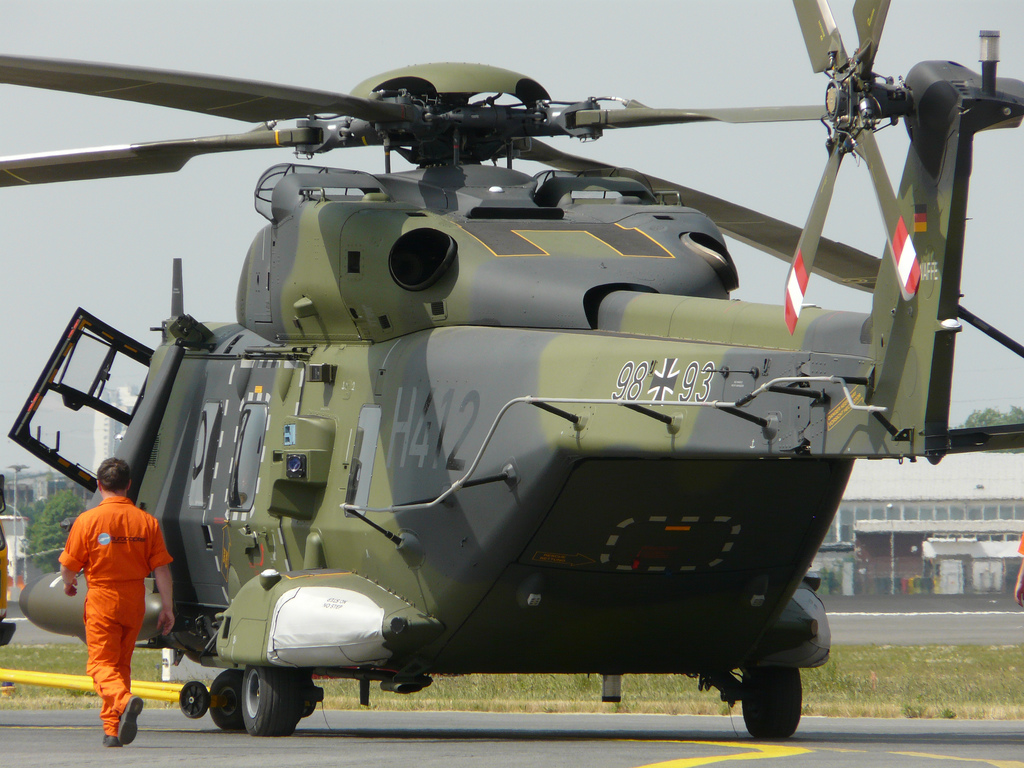
Heereshubschrauber, ILA 2008

Das Modell für die Luft- und Landstreitkräfte heißt Tactical Transport Helicopter (TTH), zu dt.: Taktischer Transporthubschrauber. Es gibt zwei Basisversionen des TTH:
- NH90T, ausgerüstet mit RTM322-Triebwerken, die hauptsächlich bei Eurocopter/Airbus in Deutschland und Frankreich montiert werden.
- NH90G, ausgerüstet mit T700/CT7-Triebwerken, die in Italien bei AgustaWestland/Leonardo und in Spanien bei Eurocopter/Airbus montiert werden.
- NH90B, eine dritte auf Basis der NH90T für Schweden entwickelte Variante mit der Bezeichnung Tactical Troop Transport (TTT), zu dt. Taktischer Truppentransport, die durch eine höhere Kabine mehr Kopffreiheit gewährleistet. Diese Variante wurde bei Patria in Finnland montiert, wo auch fast alle der finnischen TTHs entstanden.[23]

### Marineversionen
Das Modell für die Seestreitkräfte bzw. für den schiffsgestützten Einsatz als Bordhubschrauber erhielt die Bezeichnung NATO Frigate Helicopter (NFH) – deutsch NATO-Fregattenhubschrauber. Die Seestreitkräfte hatten als Richtwert für die äußeren Abmessungen des Hubschraubers den verfügbaren Platz auf ihren Fregatten gewählt. Der NFH ist insbesondere durch seine Avionik und Sensorik speziell zur Seezielbekämpfung ausgestattet, für deren Entwicklung der italienische Partner AgustaWestland verantwortlich war. Über Wasser fahrende Schiffe und U-Boote können bis über den Sichthorizont hinaus bekämpft werden. Außerdem kann er im Such- und Rettungsdienst, zum Personal- und Materialtransport und für Boardingeinsätze verwendet werden. Die Auslieferung begann im Frühjahr 2010 an die Niederlande und Frankreich. Es gibt zwei Basisversionen des NFH:
- NH90N, ausgerüstet mit RTM322-Triebwerken, die sowohl bei Eurocopter/Airbus in Deutschland und Frankreich als auch bei AgustaWestland/Leonardo, z. B. für die Niederlande und Norwegen[24], montiert werden.
- NH90H, ausgerüstet mit T700-Triebwerken, die in Italien bei AgustaWestland/Leonardo und (zukünftig geplant in Spanien bei Eurocopter/Airbus) montiert werden
- NH90M, mit T700-Triebwerken ausgerüstete spezielle Marineausführung mit der Bezeichnung Maritime Tactical Transport (MTT), Erstkunden sind die italienischen und spanischen Seestreitkräfte, ist eine Hybridversion zwischen den TTH- und NFH-Versionen. Im Wesentlichen handelt es sich um eine TTH-Version kombiniert mit den klappbaren Rotoren und dem verstärkten Fahrwerk des NFH.[25]

### Standards
- Standard 1; Basisversion
- Standard 2; eingeführt als Spezialkräftevariante des NH90 TTH für Frankreich[26]

### Übersicht der Varianten und Versionen
Es wurden sowohl von der Land- (TTH) als auch der Marineausführung (NFH) mehrere Versionen entwickelt, die sich hauptsächlich im Hinblick auf die Triebwerke unterscheiden. Zellenseitig gibt es zwei weitere Varianten. Die Variante TTT erhielt eine höhere Kabine gegenüber der Standardkabine und die Variante MTT ist ein Hybrid zwischen TTH und NFH.
Daneben gibt es länderspezifische Versionen, wie die folgende Übersicht zeigt (lokale Bezeichnungen in Klammern).
NH90B, TTT-Grundversion mit RTM322-Triebwerken
BSWA (HPK-14E), Basisvariante der schwedischen Luftstreitkräfte, variable Nutzung zum taktischen Truppentransport, für SAR und MedEvac-Einsätze.
BSWN (HPK-14F), Variante der schwedischen Luftstreitkräfte für Einsätze über Wasser im Auftrag der Marine, die gegenüber der HPK-14E für die U-Jagd mit einem taktischen Missionssystem von Saab (im Unterschied zum standardmäßigen NFH-System der heutigen Leonardo) ausgerüstet ist.
NH90G, TTH-Grundversion mit T700/CT7-Triebwerken
GITA (UH-90), Variante für die italienischen Heeresflieger

GSPA (HT.29 Caimán bzw. Lobo), Variante für die spanischen Heeresflieger und die Luftstreitkräfte, ausgerüstet mit Triebwerken der Version CT7-8F5 sowie Kommunikations-, Selbstschutz- und Eloka-Systemen der Firma Indra.
NH90H, NFH-Grundversion mit T700-Triebwerken
HITN (SH-90), Variante für die italienische Marine.
NH90M, Hybridversion (MTT) zwischen der TTH und NFH-Version mit T700/CT7-Triebwerken
MITT (MH-90), Variante für die italienische Marine.
MSPT (HT.29 Caimán), Variante für die spanische Marine
NH90N, NFH-Grundversion mit RTM322-Triebwerken
NBEN (Caïman), Variante für die belgische Luftkomponente im Auftrag der Marinekomponente
NFRN (Caïman), Variante mit voller Seekriegsausrüstung der französischen Marine für den Einsatz als Bordhubschrauber von Fregatten.

NFRS (Caïman), Variante mit reduzierter SAR-Ausrüstung für die französische Marine

NGEN (NTH Sea Lion), Variante der deutschen Marine, Rüststand (übergangsweise Step 1 und final) Step 2, der im Wesentlichen den französischen Exemplaren entspricht, für SAR-Einsätze und Seeversorgung durch die deutsche Marine
(eingeschifft auf Einsatzgruppenversorgern und stationiert an den deutschen SAR-Stationen)
NGEN (MRFH Sea Tiger), Rüststand Step 3 der deutschen Marine mit voller Seekriegsausrüstung (weitere Funktionen, neue Sensoren und Effektoren) für den Einsatz als Bordhubschrauber von Fregatten

NNLN, Variante für die königlich niederländischen Luftstreitkräfte im Auftrag der königlichen Marine.
NNWN, Variante für die norwegischen Luftstreitkräfte im Auftrag der Marine und der Küstenwache.
NH90T, TTH-Grundversion mit RTM322-Triebwerken
TAUA (MRH90 Taipan), Variante für die australischen Landstreitkräfte und die königlich australische Marine. (MRH steht für Multi-Role Helicopter, zu dt. Mehrzweck-Hubschrauber)
TBEA (Caïman), Variante für die Luftkomponente Belgiens.

TFIA, Variante für die finnischen Landstreitkräfte.

TFRA (Caïman), Variante für die französischen Landstreitkräfte.

TGEA, "Army"-Variante für die deutschen Heeresflieger, ausgerüstet mit Selbstschutzsystemen von Hensoldt.

TGEE, "Enhanced"-Variante, anfangs im Dienst bei der deutschen Luftwaffe, zusätzlich besitzt sie gegenüber der TGEA-Variante über ein System zur Notwasserung, ein fünftes Multifunktionsdisplay sowie sechs statt vier Magazine für die Täuschkörper des Selbstschutzsystems.

TGRA, Variante für die griechischen Landstreitkräfte.
TNZA, Variante für die königlich neuseeländischen Luftstreitkräfte.

TOMF, Variante für die königlichen Luftstreitkräfte des Oman, ausgerüstet unter anderem mit dem auf 1.897 kW leistungsgesteigerten Triebwerk RTM 322 01/9A und Bordkanonen.

## Mängel

### Korrosion
Die niederländische Marine stellte 2014 bei zwei ihrer Hubschrauber erhebliche Korrosionsschäden fest, nachdem diese längere Zeit in maritimen Gebieten eingesetzt worden waren, worauf die Niederlande die Abnahme weiterer Hubschrauber aussetzten und das zuständige Beschaffungsamt sowie die Partner im NH90-Programm informierten. Die beiden Hubschrauber entstammten unterschiedlichen Baulosen; einer wurde von einer Fregatte aus eingesetzt und der andere von einer Marinebasis am Meer. Die Marine stellte fest, dass fehlender Korrosionsschutz der häufigste Grund für die Korrosion war: Kontaktkorrosion trat auf. Das Bundesverteidigungsministerium berichtete am 26. Januar 2015 dem Vorsitzenden des Verteidigungsausschusses des Deutschen Bundestages, bis dato seien 50 % der Schäden beseitigt. Der Beschaffungsstopp wurde aufgehoben. NHI sicherte zu, bei der Produktion der deutschen Sea-Lion-Hubschrauber werde für Korrosionsschutz gesorgt. 

### Rotorblatt-Schlagen
Am 3. Juli 2015 veröffentlichte das Onlinemagazin Flightglobal einen Bericht über Probleme mit den „Droop Stops“ am Hauptrotorkopf, die nicht wie vorgesehen entriegeln, was vereinzelt Beschädigungen des Rotorkopfes oder der Luftfahrzeugzelle bei allen Nutzern zur Folge hatte. Wie andere Hubschrauber auch ist der NH90 mit mechanischen Sperren ausgestattet, die bei niedriger Rotordrehzahl ein Absacken der Rotorblätter verhindern. Sind die Fliehkräfte groß genug, entriegeln diese im Normalfall selbsttätig und erlauben eine ungehinderte Blattbewegung während des Fluges. NHI empfahl 2015 bis zur Behebung des Problems (geplant 2017) zusätzliche Inspektionen und weitere Flugbetriebsgrenzen.

### Radarprobleme bei Marineversion
Am 12. Januar 2018 meldete die belgische Luftwaffe Probleme mit dem Bordradar bei drei ihrer Maschinen. Das von Thales produzierte European navy radar, eine Variante des Ocean Master, sei defekt und müsse vom Hersteller repariert werden. General Frederik Vansina erklärte: „Bei der Lieferung war klar, dass etwas nicht reibungslos funktionierte.“ Die Luftwaffe befürchtete, die Instandsetzung könnte bis zu 18 Monate (statt anvisierter drei bis sechs Monate) dauern. 
Das European navy radar wird in allen Marinevarianten eingesetzt, außer in den schwedischen NH90. Diese besitzen ein AN/APS-143B(V)3 Ocean Eye von Telephonics.

## NH90 der Bundeswehr

### Einsatz bei Heer und Luftwaffe bis 2012

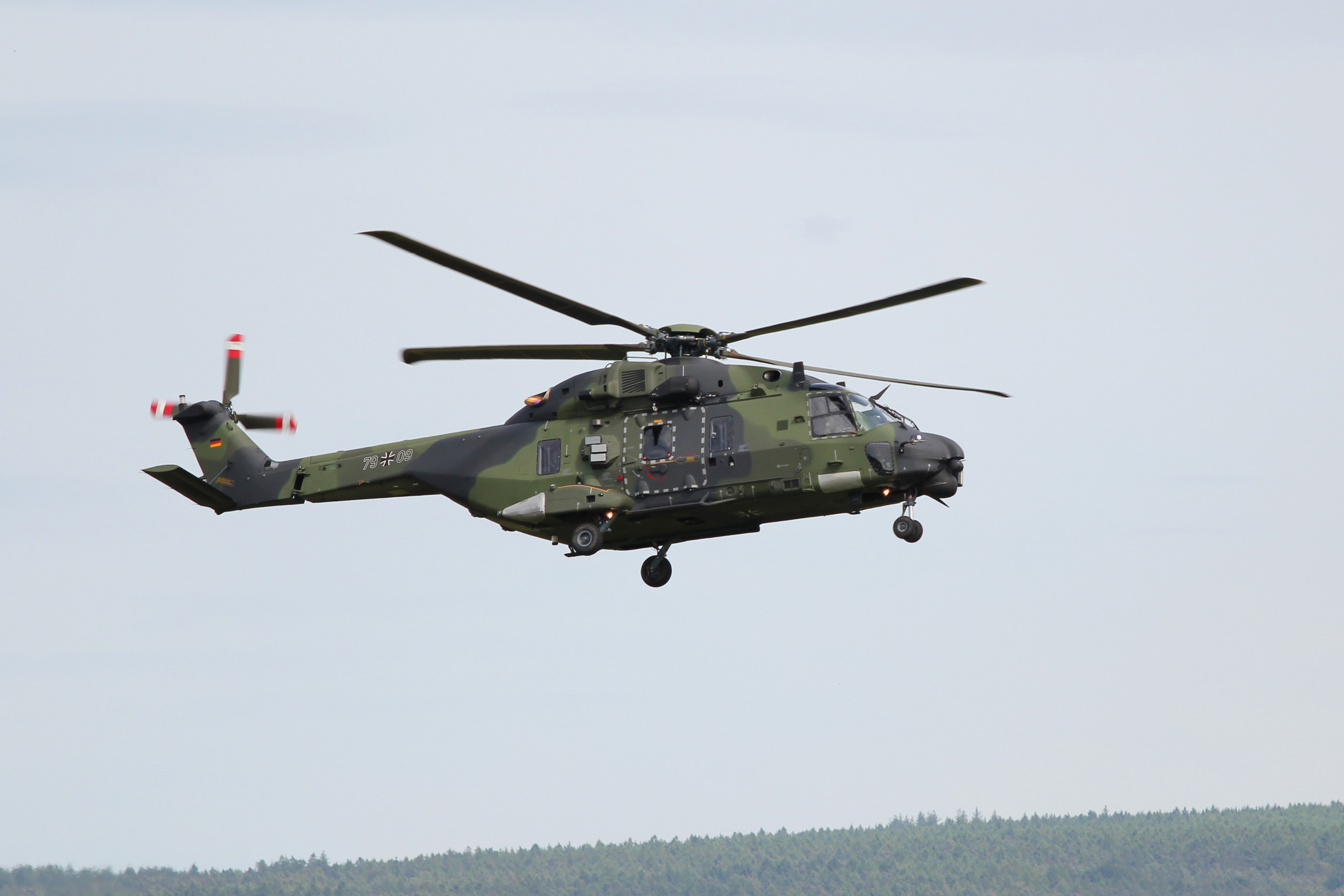
TGEE-Variante: Besonderes Merkmal der ehemaligen Luftwaffenmaschinen sind die Notschwimmeranlage am Rumpf und der dreiteilige Täuschkörperwerfer SAPHIR-M

Bei Heer und Luftwaffe der Bundeswehr bestand der Bedarf an einem Nachfolgemuster für die leichten Transporthubschrauber Bell UH-1D, für die ursprünglich drei Varianten der TTH-Version beschafft werden sollten. Für das Heer war die Variante TGEA (TTH German Army) vorgesehen und für die Luftwaffe die Varianten TGEF (TTH German Air Force) und TGEE (TTH German Enhanced).
Bei der Deutschen Marine ist er als Ersatz des Sea King eingeplant und soll auf den Einsatzgruppenversorgern, beim Such- und Rettungsdienst und zusätzlich zur Unterstützung für maritime Spezialkräfte eingesetzt werden. Ursprünglich sollte er in Nachfolge des Sea Lynx als Bordhubschrauber auf den Fregatten der Sachsen-Klasse und der Baden-Württemberg-Klasse zum Einsatz kommen.
Aufgrund der sich bereits im Jahr 2004 abzeichnenden Verzögerung im Programm NH90 entschloss sich das Verteidigungsministerium nach der Auslieferung der ersten drei Maschinen für das Heer am 13. Dezember 2006 im Rahmen des Truppenversuchs den Flugbetrieb mit einem Vorserienbauzustand zu beginnen. Die noch anlaufende Ersatzteilversorgung ließ im Jahr 2007 nur rund 100 Flugstunden zu. Zudem wurde im Januar 2009 bekannt, dass Beschädigungen am Kabinenboden aufgetreten sind, deren Ursache noch untersucht wird.
Auch bei der Version TGEE der Luftwaffe, die für CSAR-Einsätze bestimmt war, zeigten sich früh Schwierigkeiten in der Entwicklung. Zur Erfüllung seiner Aufgabe sollte der TGEE als zusätzliche Ausrüstung unter anderem ein (MIDS)-Datenfunksystem erhalten. Der Zulauf der ersten dieser Einheiten war für 2011 geplant, die dazu nötigen Rüstsätze sollten bis 2014 komplett sein. Mitte des Jahres 2008 wurde jedoch das Scheitern des NH90-CSAR-Projekts der deutschen Luftwaffe offiziell bekannt gegeben.
Aufgrund ebenfalls erheblicher Verzögerungen in der Entwicklung der Marinevariante MH90 wurden darüber hinaus im März 2008 bereits Stimmen laut, ein anderes, eher verfügbares Hubschraubermodell für die Marineflieger zu beschaffen oder bei Eurocopter darauf hinzuwirken, auf die zeitintensiven Entwicklungen bei Radar und Avionik des MH90 zu verzichten. Als Ersatzlösung war unter anderem der für die kanadische Marine entwickelte CH-148 Cyclone im Gespräch. Jedoch liegt auch die Beschaffung und Einführung der CH-148 bei der kanadischen Marine knapp zwei Jahre hinter dem ursprünglichen Zeitplan zurück.
Die Luftwaffe erhielt am 21. Oktober 2010 ihren ersten Hubschrauber vom Typ NH90 für das neu aufgestellte Hubschraubergeschwader 64 in Holzdorf; Anfang September 2011 waren dort drei Hubschrauber verfügbar. Zum Jahreswechsel 2012/2013 wurden alle vorhandenen Maschinen an die Heeresflieger abgegeben.

### Einsatz beim Heer seit 2013
Im Rahmen des Anfang 2013 umgesetzten Fähigkeitstransfers wird der NH90 in der TTH-Version nur bei den Heeresfliegern an den Standorten Faßberg und Niederstetten Verwendung finden. Nach dem Rüstungskonzept vom Oktober 2011 wollte die Bundeswehr entsprechend anstatt 122 nur noch 82 NH90-TTH beschaffen.
Im Frühjahr 2013 wurden die ersten Maschinen nach Afghanistan verlegt. Kern der NH90-Mission am Hindukusch war die luftgestützte Rettung von Verwundeten (Forward Air Medical Evacuation „FAM“). Eine Rotte des Transporthubschrauberregimentes 10 aus Faßberg, bestehend aus einem NH90 als Rettungsflieger und einem NH90 als bewaffnetem Begleit-Luftfahrzeug, sollte den ständigen Bereitschaftsauftrag gewährleisten. Zwei weitere NH90 dienten vor Ort als technische Reserve.
Im Juni 2013 wurde die Stückzahlreduzierung zwischen dem Verteidigungsministerium und der Firma Eurocopter (inzwischen Airbus Helicopters) im Rahmen eines Memorandum of Understanding vereinbart. Teil der Vereinbarung ist die Beschaffung 18 weiterer Marinetransporthubschrauber NH90-NTH (Naval Transport Helicopter) Sea Lion. Er ist als Ersatz für das veraltete Waffensystem Sea King Mk. 41 vorgesehen.
Eine gemischte Heeresfliegerabteilung aus beiden mit NH90 ausgerüsteten Heeresfliegerregimentern sowie belgischen Kräften war 2017 und 2018 bei MINUSMA in Mali eingesetzt.
Seit dem 1. August 2018 ist der NH90 zum Transport von Außenlasten wie dem leicht gepanzerten Waffenträger vom Typ Wiesel zugelassen.
Im Juli 2019 waren vier NH90 mit Löschwasser-Außenlastbehältern zur Bekämpfung des Waldbrandes in Lübtheen eingesetzt.
Im Rahmen der Hochwasserkatastrophe im Ahrtal im Juli 2021 unterstützten zunächst zwei NH90 des Internationalen Hubschrauberausbildungszentrums bei der Rettung und Evakuierung von Personen gefolgt von Maschinen der Transporthubschrauberregimenter 10 und 30 mit dem Transport von Personen, Innen- und Außenlasten.
Im Juni 2023 wurden zwei NH90 mit Löschwasser-Außenlastbehältern zur Bekämpfung eines Moorbrandes im Göldenitzer Moor im Landkreis Rostock und eines Waldbrandes bei Jüterbog eingesetzt.

### Einsatz bei der Marine
Die Bundeswehr erhielt als erster Kunde zunächst eine neue Marine-Version mit der Bezeichnung  Naval Transport Helicopter (NTH) – deutsch Marinetransporthubschrauber. Als Ersatz für den seit 1972 eingesetzten Sea King Mk.41 soll er insbesondere als Search-and-Rescue-Helikopter eingesetzt werden. Daneben kann er als Transporthubschrauber für Spezialeinheiten oder gewöhnliche Truppen eingesetzt werden. Als Innen- und Außenlast kann er auch Material transportieren.

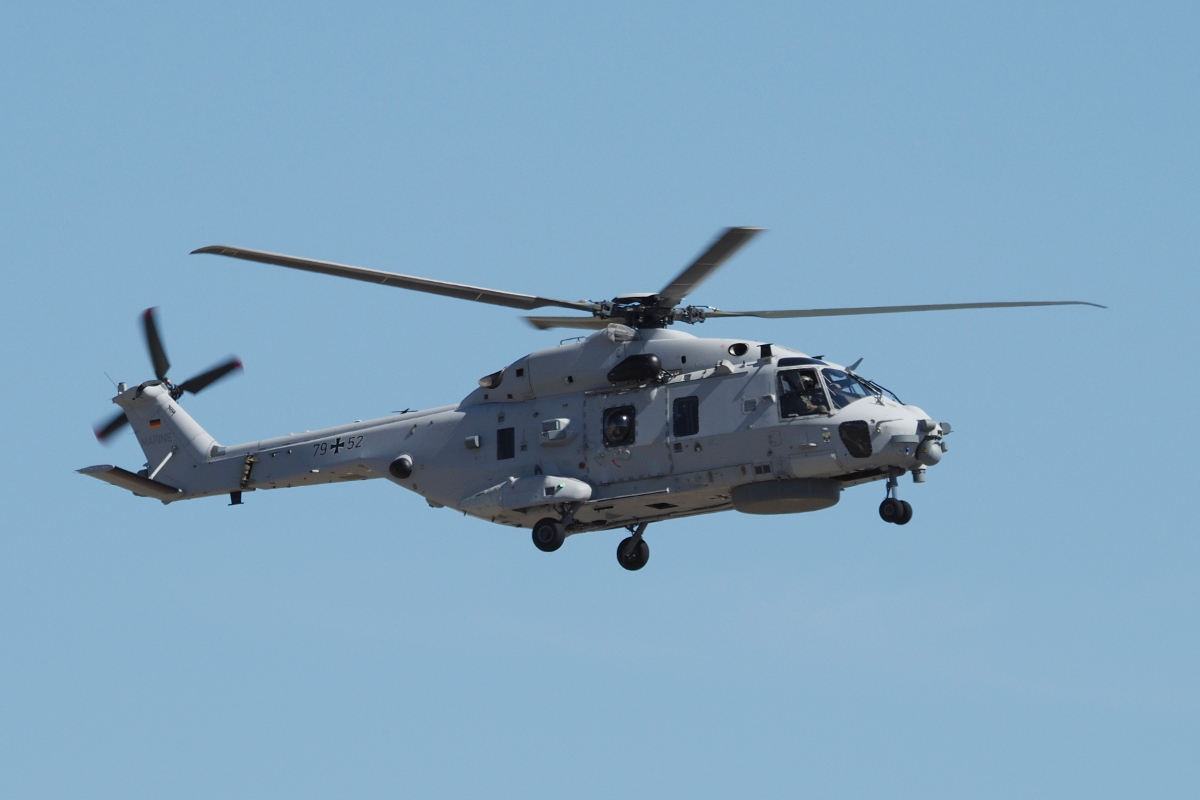
Mehrzweckhubschrauber der Marine NH90 NTH Sea Lion bei einer Flugvorführung auf der ILA Berlin 2022

Nach der Bekanntgabe zur Beschaffung des neuen Marinetransporthubschraubers NH90-NTH Sea Lion im Jahr 2013 wurde zunächst mit einer Einführung ab Ende 2017 gerechnet, Der erste von schließlich 18 bestellten Sea Lion wurde jedoch erst im Oktober 2019 an das Bundesamt für Ausrüstung, Informationstechnik und Nutzung der Bundeswehr (BAAINBw) übergeben.
Im November 2020 billigte der Haushaltsausschuss des Bundestages darüber hinaus die Beschaffung von 31 Multi Role Frigate Helicopter (MRFH) – deutsch Mehrrollenfähiger Fregattenhubschrauber. Die ersten NH90-NFH Sea Tiger sollen ab 2025 an die Marine ausgeliefert werden. Die Zahl von 31 Sea Tiger ist höher als der ursprüngliche Bestand der 26 Helikopter des seit 1981 betriebenen Vorgängermodells Sea Lynx Mk.88/88A. Das Verteidigungsministerium begründete das mit der Planung für 15 Fregatten je zwei Bordhubschrauber vorzusehen. Eine weitere Maschine soll der Wehrtechnischen Dienststelle 61 für Erprobungen zur Verfügung stehen.

### Kritik und technische Mängel

#### Flugerprobung

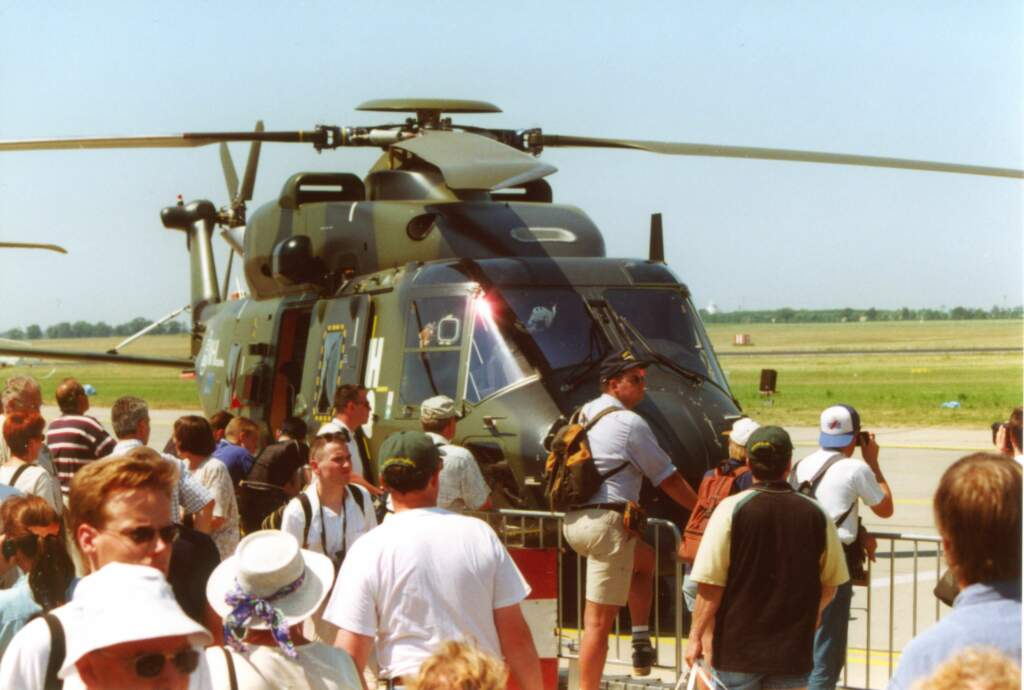
Der NH90 auf der ILA 2000

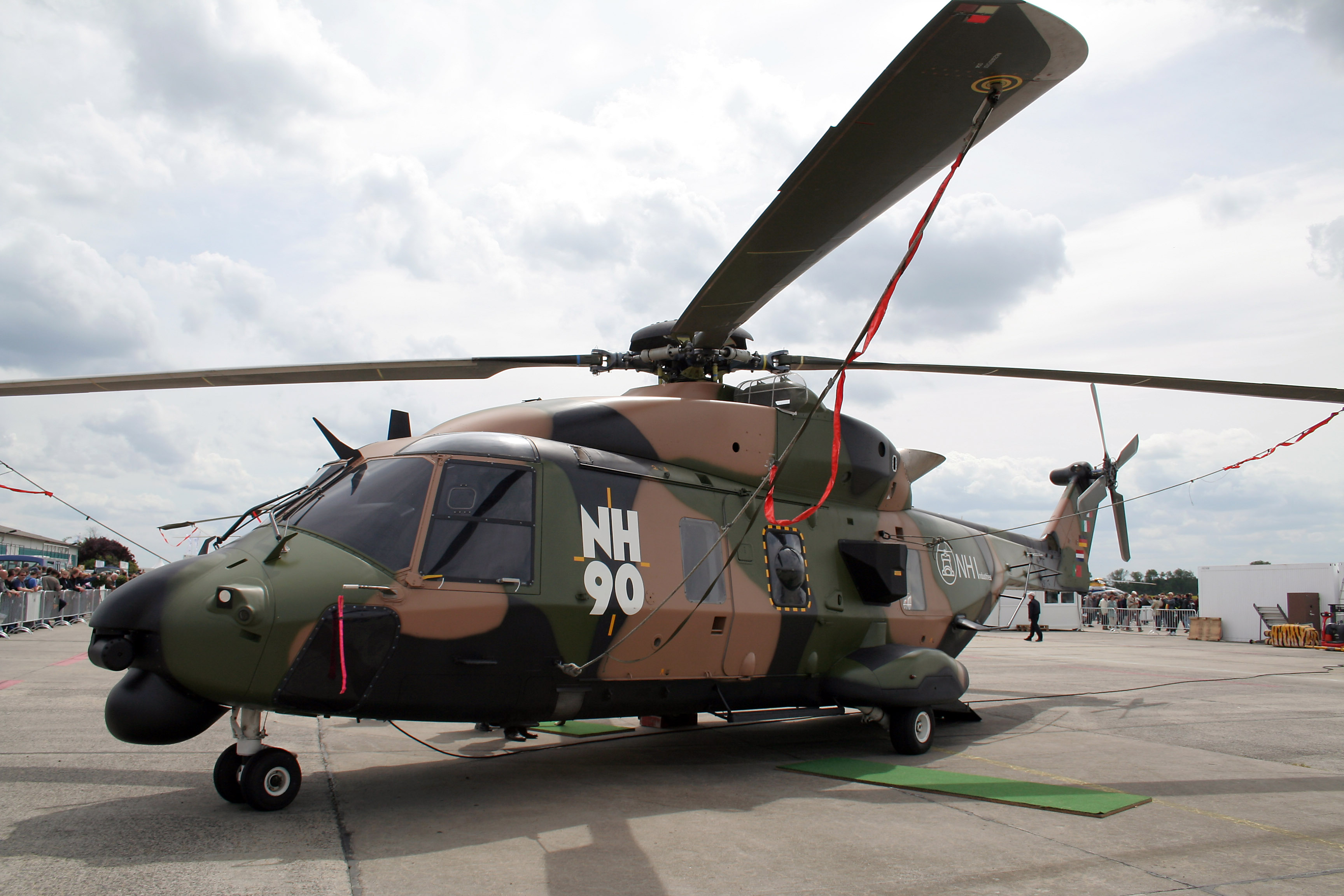
NH90, ILA 2006

Während der Flugerprobung bei der Bundeswehr im Jahr 2010 ermittelte eine Expertengruppe des Heeres eine Mängelliste, aufgrund der die Empfehlung ausgesprochen wurde: „Wann immer möglich, sind alternative Luftfahrzeuge zu nutzen.“ Beanstandet wurde unter anderem:
- Die geringe Bodenfreiheit ermögliche Soldaten das Ein- und Aussteigen nur, wenn der Hubschrauber auf befestigtem Untergrund stehe und keine Hindernisse höher als 16 cm seien.
- Aufgrund der zu schwach konstruierten Heckrampe könne diese nicht von Soldaten mit Ausrüstung zum Ein- und Aussteigen genutzt werden.
- Der viel zu druckempfindliche Innenraum sei „untauglich für Transporte von militärischem Personal“ und könne bereits durch schmutzige Kampfstiefel beschädigt werden. Das gleichzeitige Transportieren von Personal und Lasten-Paletten sei nicht möglich.
- Die unsicheren und zu schwachen Sitze seien für Soldaten, die mit ihrer Ausrüstung am Körper mehr als 110 Kilogramm wiegen, ungeeignet.
- Eine Infanteriegruppe mit Gepäck für 24 Stunden passe wegen des geringen Platzangebots nur in den Hubschrauber, wenn Sturmgewehre, Panzerfäuste und Gepäck ohne Transportsicherung auf den Boden gelegt werden.
- Das Bord-Maschinengewehr sei wegen Platzmangels „unzweckmäßig“.
- Das Mitführen schwerer Waffen sei aufgrund fehlender Gurte zum Verzurren unmöglich.
- Der NH90 erhielte grundsätzlich keine Erlaubnis für „spezielle Einsatzverfahren“ wie z. B. spezielle Abseilmanöver oder das Absetzen von Fallschirmspringern mit automatisch auslösenden Schirmen, obwohl diese Manöver bei der Bundeswehr zum Standard gehörten.

#### Hochwassereinsatz
Im Rahmen der Hochwasserhilfe 2013 wurde der Öffentlichkeit ein weiteres Problem bekannt: Der Lasthaken des Hubschraubers ist zwar für 4 t zugelassen, aber aufgrund der festen Einbauart wird ein Drehwirbel am Lasthaken benötigt, der eine Drehung der Last im Flug kompensieren kann. Ein derartiger Drehwirbel wurde zunächst nicht beschafft, so dass vorerst der 2,5-t-Drehwirbel der Sea Lynx genutzt wurde, mit dem die volle Kapazität des Hubschraubers nicht genutzt werden konnte.

#### Notlandung in Usbekistan
Eine Notlandung auf dem Bundeswehr-Stützpunkt in Termez am 19. Juni 2014 sowie ein Zwischenfall am 25. Juni 2014 in Leipzig zeigten ein Problem mit den RTM322-Triebwerken, das zuvor 2010 an einem australischen NH90 aufgetreten war. Sofern die Turbinen zwischen zwei Einsätzen nicht ausreichend abkühlen, kann es in den Triebwerken durch die asymmetrische Wärmeabgabe der Materialien zu Verformungen einer Kompressor-Welle kommen. Als Folge dessen können bei einem Neustart in dieser Abkühlphase die Verdichterschaufeln am Verdichtergehäuse schleifen und zu einer Stagnation, also dem Abflachen der Drehzahl führen oder im schlimmsten Fall zu einem Abriss der Laufschaufeln mit anschließender Zerstörung des Triebwerks. Danach wurde eine Vordringlich Technische Anweisung (VTA) erlassen, eine detaillierte Anweisung, wie lange die Besatzung die Triebwerke vor jedem Neustart abkühlen lassen muss. Die Industrie hatte allerdings bereits 2010 ein Belüftungsverfahren zertifiziert und in die Dokumentationen aufgenommen, um solchen Problemen vorzubeugen. Der Zwischenfall in Termez zeigte ebenfalls ein Problem mit dem Overhead Control Panel (OHCP). Nach dem Schaden im Triebwerk 2 wurde durch die Besatzung nach Vorschrift die Feuerlöschanlage ausgelöst, dies führte jedoch zu weiteren Fehlfunktionen, wobei sich die Ladeklappe und die Scheibenwischer unkontrolliert in Bewegung setzten, diverse Notleuchten blinkten, das Kabinenlicht flackerte und die Multifunktionsdisplays ausfielen.
Das fehlerhafte OHCP führte am 6. Februar 2015 zu einem erneuten Flugverbot im Routineflugbetrieb, was allerdings vom Hersteller zuerst als Einzelfall deklariert wurde, worauf das nach dem Unfall erlassene Flugverbot aufgehoben wurde. Vor diesem Zwischenfall war es bereits viermal an deutschen Maschinen zu Rauchentwicklung im OHCP gekommen. Der Hersteller selbst bezeichnete es im Nachhinein als Designfehler und empfahl einen geänderten Verfahrensablauf, um einen weiteren Flugbetrieb zu ermöglichen.
Im Zusammenhang mit dem OHCP meldete Australien 2012 Geruchsentwicklung aufgrund einer Fehlbedienung durch fehlerhafte Dokumentation, Italien hatte 2014 zwei Verschmorungen auf einer Platine entdeckt, die ebenfalls durch eine Fehlbedienung wegen fehlerhafter Dokumentation geschah, und der Oman meldete gleichen Jahres einen Kabelbruch unbekannter Ursache im Panel.

#### Fähigkeitsmängel
Beide aktuellen Maschinentypen Land- und Marineversion erreichen die Flugleistungsklasse 3 (Cat B & Performance Class 3). Einsätze über Nord- und Ostsee erfordern Maschinen mit einer Cat A&Performance-Class-1-Zulassung. Medienberichten zufolge dürfe der NH90 daher bei einem SAR-Einsatz nicht über dem Meer fliegen. Gutachter des Luftfahrtamtes der Bundeswehr warnten davor, sich mit einer Ausnahmeregelung (§ 30 Luftverkehrsgesetz) über die internationalen Sicherheitsstandards hinwegzusetzen. Für einen neu zu beschaffenden Hubschrauber dürfte „keine Ausnahme notwendig sein“. Airbus weist diesen Vorwurf zurück. „Der ‚Sea Lion‘ wird selbstverständlich in Nord- und Ostsee auch im Such- und Rettungseinsatz eingesetzt werden können“, so Wolfgang Schoder, Chef von Airbus Helicopters Deutschland. Ein Sprecher des Bundesverteidigungsministeriums stellte klar: „Natürlich wird der NH90 alle Fähigkeiten haben, um im Seeflug und als Rettungshubschrauber eingesetzt zu werden“, dies wäre eine „klare Voraussetzung.“ Er sagte weiter „Es ist ein ganz normaler Vorgang, dass auf dem langen Weg bis zur Einführung eines neuen Systems zahlreiche Tests und Überprüfungen gemacht werden, um ein leistungsfähiges System zu bekommen. Das was zählt, sind nicht die vielen Zwischenschritte, sondern die Version, die von der Bundeswehr am Ende abgenommen wird. Und diese Version wird leistungsfähig sein.“ Dies würde allerdings unter anderem bessere Triebwerke als Ersatz der schon leistungsgesteigerten RTM322-Triebwerke bedeuten, eine überarbeitete Zelle und damit ein höheres Abfluggewicht, um die benötigten Flugleistungen für die Leistungsklasse 1 zu erreichen, um nach dem Ausfall eines Triebwerkes innerhalb der verfügbaren Startabbruchstrecke landen oder den Flug zu einer geeigneten Landefläche sicher fortsetzen zu können. Kritisch in dieser Situation ist dabei vor allem der Schwebeflug, wie er beim Windeneinsatz oder dem Landen auf einer Fregatte geschieht, den nur Maschinen der Leistungsklasse 1 mit einem Triebwerk weiter bewältigen können. In einem Schreiben an den Haushaltsausschuss über den Stand der Zulassungsproblematik schrieb die Rüstungsstaatssekretärin Katrin Suder, dass der Hubschrauber analog zu einem zivil zugelassenen Hubschrauber der Kategorie B zertifiziert werden würde. Er habe sehr viel mit der französischen Marinevariante gemeinsam und könnte so gemäß ZDv A-1525/1 „Das Prüf- und Zulassungswesen für Luftfahrzeuge und Luftgerät der Bundeswehr“ mit einer vereinfachten Musterzulassung bei Übernahme der schon bestehenden Nachweise zugelassen werden.
Hintergrund zu den Warnungen des Luftfahrtamtes der Bundeswehr (zuständig für die Zulassungsverfahren) sind die Bestimmungen zu einem gewerbsmäßigen Transport von Personen und Sachen in Hubschraubern gemäß den Joint Aviation Requirements Operation 3. Gemäß diesen JAR-OPS-3-Richtlinien sind Starts und Landungen in dicht besiedeltem Gebiet mit schwierigen Umgebungsbedingungen sowie Noteinsätze (Helicopter Emergency Medical Services) für zivile Hubschrauber untersagt, die nicht die Leistungsklasse 1 erfüllen. Ein Einsatz nördlich des 45. Breitengrades – was per Definition die Nord- und Ostsee mit einschließt – ist damit unmöglich. Von diesen Richtlinien sind Hubschrauber im Militär-, Zoll- und Polizeidienst oder für Flüge zum Absetzen von Fallschirmspringern allerdings ausgenommen. Andererseits sind nach der Bundeswehrvorschrift ZDv A-271/1 (ehemals ZDv 19/2 „Flugbetriebsordnung für die Bundeswehr“) die Bestimmungen aus dem JAR-OPS zu beachten, das heißt zivile Vorschriften und Bestimmungen sind so weit es geht einzuhalten und ein Abweichen ist nur erlaubt, wenn es der Auftrag erfordert. Im Anhang („Erläuterungen zu § 30 Luftverkehrsgesetz (Auszüge aus Erläuterung BMVg R II 5, vom 4. Juli 2003)“) heißt es dazu: „Nach § 30 Abs. 1 LuftVG darf die Bundeswehr von den Vorschriften ausnahmsweise abweichen, soweit dies zur Erfüllung ihrer besonderen Aufgaben unter Berücksichtigung der öffentlichen Sicherheit und Ordnung erforderlich ist. Ein Abweichen von den Vorschriften über das Verhalten im Luftraum ist nach § 30 Abs. 1 Satz 3 hingegen nur gestattet, wenn dies zur Erfüllung hoheitlicher Aufgaben zwingend notwendig ist. Zulässig ist mithin eine Abweichung danach nur, wenn eine weniger belastende Alternative nicht in Betracht kommt.“ Der zivile SAR-Dienst nach ICAO-Richtlinien (diese sind in die JAR-OPS überführt) wird von der Bundeswehr im Auftrag des Bundesministerium für Verkehr und digitale Infrastruktur (BMVI) durchgeführt. Vom BMVI werden gemäß Pflichtenheft zum SAR-Dienst See/Land, Havariekommando und Offshore-Rettung Hubschrauber der Leistungsklasse 1 gefordert.

#### Politische Kritik
„Die Geschichte des NH90 ist eine Geschichte voller Kümmernisse“, sagte im Februar 2010 der SPD-Verteidigungspolitiker Hans-Peter Bartels zu einer Mängelliste des NH90 in einem Bundeswehrbericht. Bartels ordnete die Anschaffung des NH90 wie folgt ein: „Zu spät, in den Fähigkeiten prekär und zugleich dringend notwendig.“
Die Bundesministerin der Verteidigung, Ursula von der Leyen, entgegnete auf Kritik am NH90 im März 2015:
„Der Hubschrauber fliegt seit zehn Jahren, 13 Nationen haben ihn, fliegen ihn, er hat 70.000 Flugstunden hinter sich bereits – und ja, Triebwerkstagnation hat stattgefunden: 19-mal. Und wenn wir das gegen 70.000 Flugstunden setzen, dann weiß man auch: Ja, Stagnation – in den 19 Fällen –, das ist ein Problem, das behoben werden muss, aber in der Relation zu dem, was der Hubschrauber seit zehn Jahren leistet, müssen wir auch die Kirche im Dorf lassen. Das Gleiche beim Thema Korrosion. Die Holländer fliegen mit diesem Hubschrauber natürlich auch auf See, haben festgestellt, dass sie in bestimmten Punkten Korrosionsprobleme haben, haben das mit der Firma geklärt und haben jetzt nachbestellt. Und das zeigt eben auch: Ja, Probleme treten auf – das sind auch am Anfang Kinderkrankheiten, wie sie bei jeder neuen Autoserie zum Beispiel auch passieren –, die muss man ernst nehmen und beheben, aber sie bedeuten nicht, dass das ganze Gerät nicht in Ordnung ist.“
Wegen zahlreicher technischer Mängel war im Jahr 2016 selbst über 20 Jahre nach dem Erstflug die überwiegende Anzahl der bis dahin ausgelieferten Maschinen nicht voll einsatzbereit.
So lag die Einsatzbereitschaft auch im Frühjahr 2018 bei nur neun Maschinen bei einem Gesamtbestand von 48 Stück. Von den im Jahr 2017 neu an die Bundeswehr ausgelieferten sieben NH90-Transporthubschraubern waren zum Zeitpunkt einer parlamentarischen Anfrage im Oktober 2018 nur vier einsatzbereit.

## Konstruktion

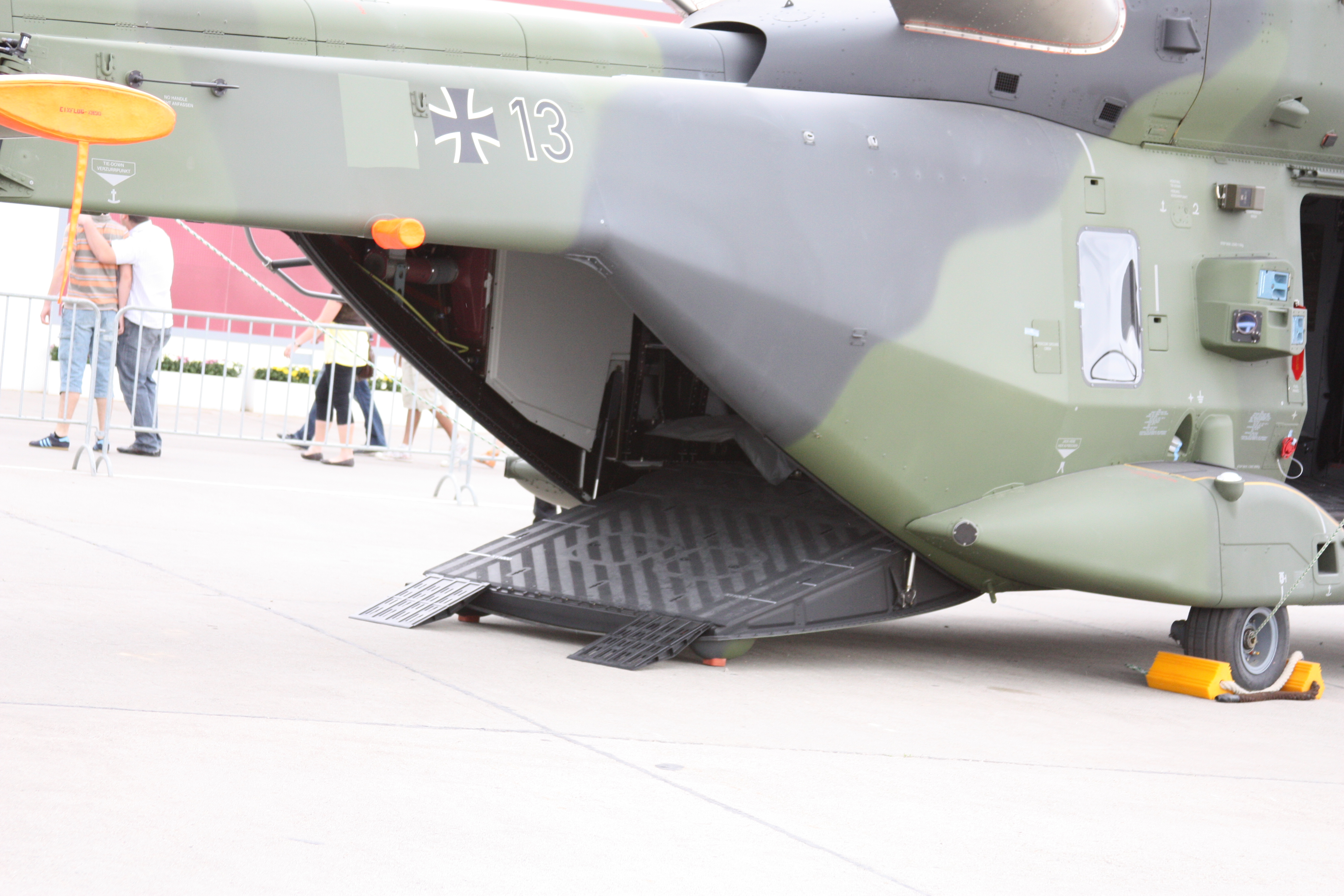
Ausgeklappte Heckrampe eines NH90 des deutschen Heeres, ILA 2010

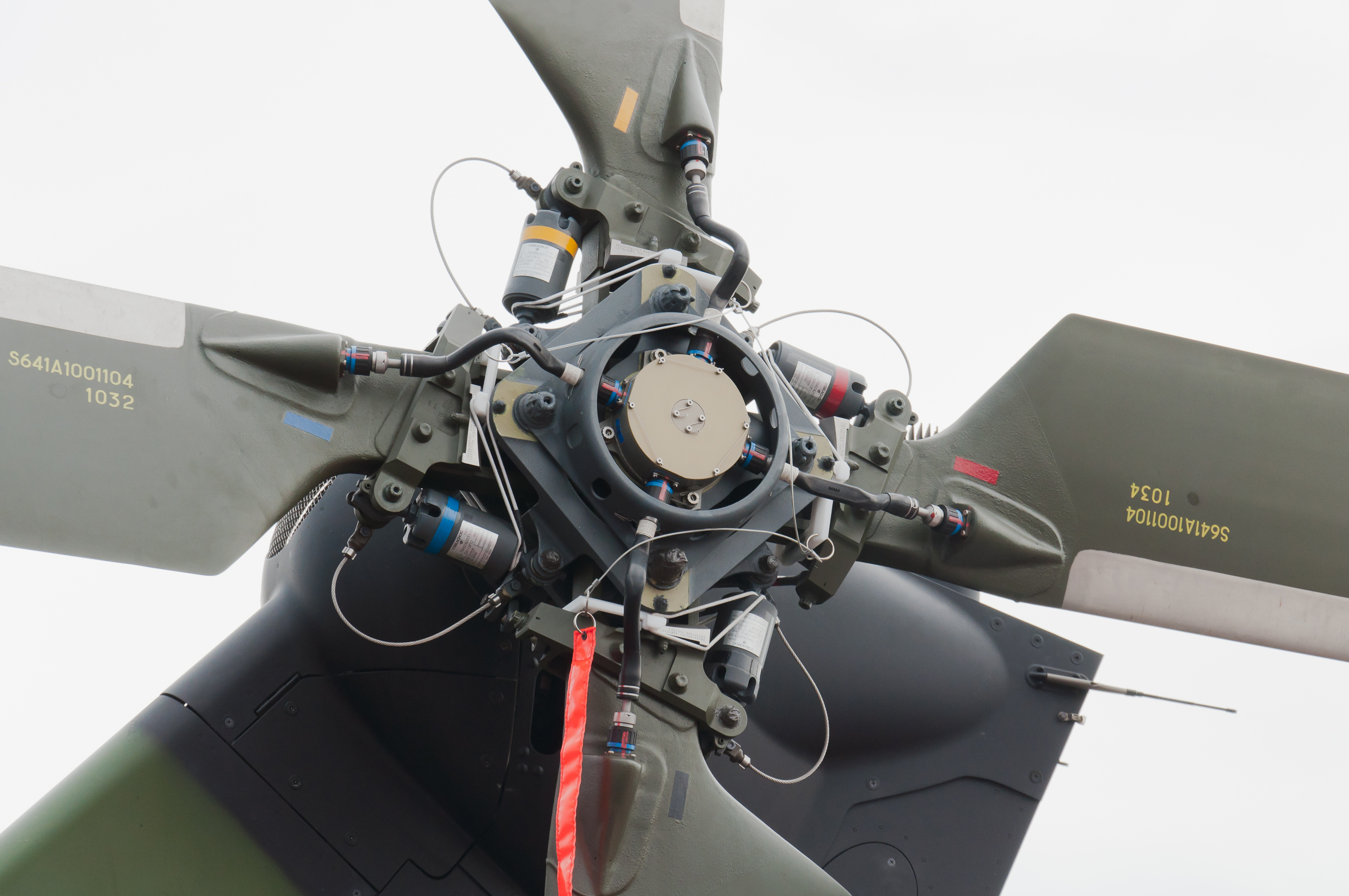
Heckrotor, mit Abstellsicherungen

Zum Aufbau des Rumpfes werden überwiegend Faserverbundwerkstoffe auf Kohlenstofffaser-Basis verwendet. Lediglich hoch beanspruchte Teile der Zelle (zum Beispiel an den Triebwerken) werden aus Metall gefertigt. Damit ergibt sich ein im Vergleich zu älteren Militärhubschraubern erheblich kleinerer Radarquerschnitt, der durch die Form der Zelle nochmals reduziert wird. Besonderes Augenmerk wurde auf die Sicherheit gelegt. Die Zelle mit drei einziehbaren Rädern kann Abstürze mit Sinkraten bis zu 7,7 m/s (Räder eingefahren) und 10,6 m/s (ausgefahrene Räder) überstehen (bei max. 15 Grad Neigungs- und 5 Grad Rollwinkel). Darüber hinaus muss die Bruchlast von der Zelle aufgenommen werden, die sich in diesem Fall kontrolliert verformt. Dadurch werden die Überlebenschancen der Mannschaften und Besatzung wesentlich verbessert. Ein weiterer großer Vorteil des CFK-Materials, dessen Gesamtanteil 85 % beträgt, liegt in der Gewichtsersparnis.
Erstmals bei einem europäischen Helikopter werden praktisch sämtliche Systeme an Bord digital gesteuert und überwacht. Die Steuereingaben des Piloten werden über ein vierfach redundantes Fly-by-wire-System an den Flugkontrollrechner (engl. Flight Control Computer (FCC)) und von dort aus an den Aktuatorsteuercomputer (engl. Actuator Control Computer (ACC)) übertragen. Auch eine vollständig rechnergestützte Steuerung des Hubschraubers ohne manuelles Eingreifen des Piloten (Autopilot) während des Marsch- oder Schwebefluges ist auf diese Weise möglich.
Über ein Data Transfer Device (DTD) können mit einem Data Insert Device (DID) Informationen beidseitig überspielt werden. So können sowohl Wartungsdaten vom Monitoring Diagnostic System (MDS) heruntergeladen als auch Daten wie Funkfrequenzen oder Flugrouten hochgeladen werden. Alle Daten können extern erstellt oder ausgewertet werden.
Das Navigationssystem besteht aus einem redundanten Trägheitsnavigationssystem mit Laserkreiseln, einem GPS-Empfänger, Systemen zur Entfernungsbestimmung und einer Rechnerbaugruppe, welche die Informationen für die Besatzung visualisiert. Dazu kommen weitere Rechner mit speziellen Aufgaben, zum Beispiel Kommunikation nach innen und außen sowie Luftfahrzeug-Management, Überwachung und Diagnose.

## Ausrüstung

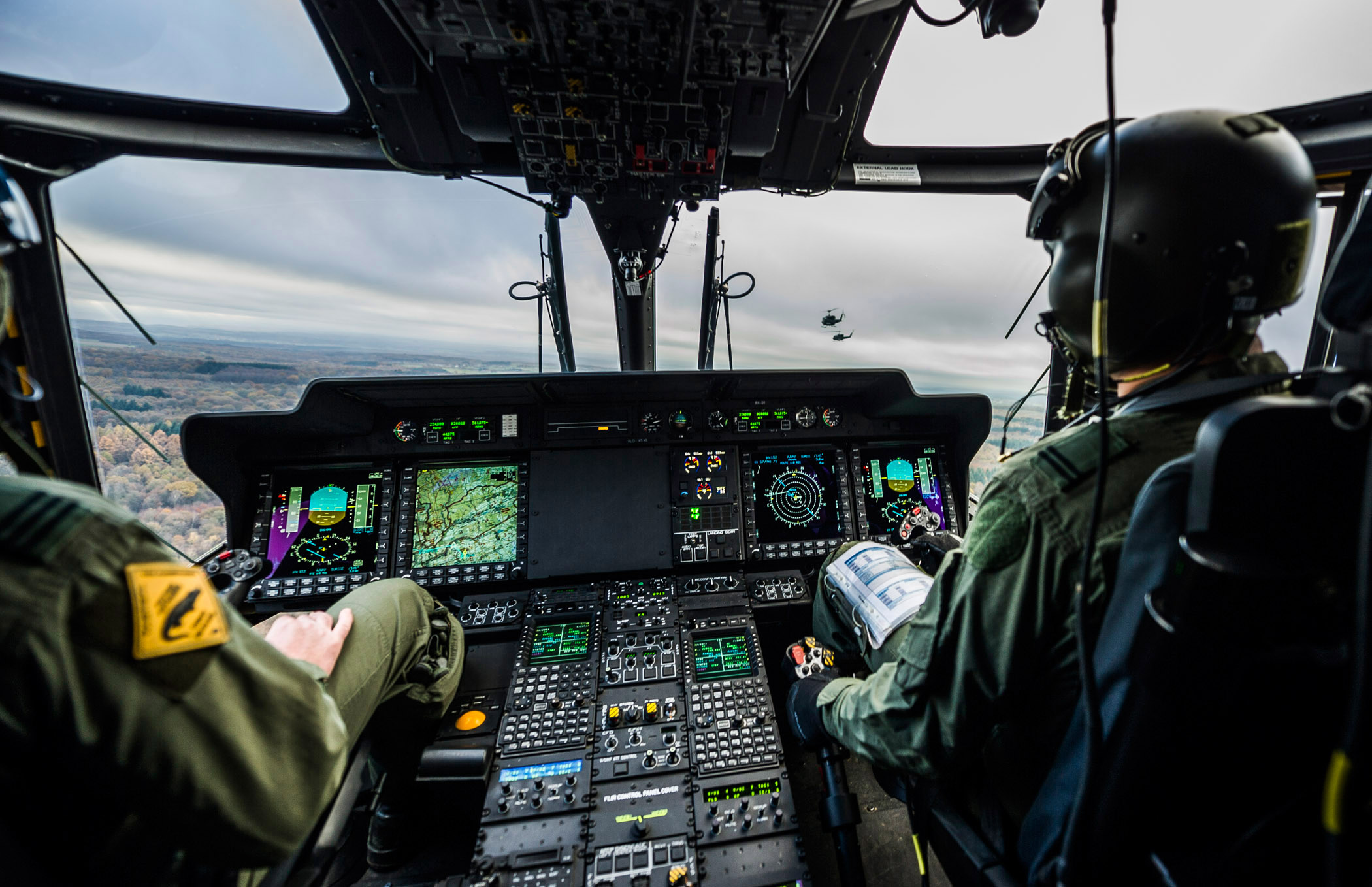
Cockpit eines NH90 der belgischen Streitkräfte

Zur Ausstattung gehört ein Vier-Achsen-Fly-by-wire-System, ein digitales Cockpit mit Multifunktionsanzeigen, eine elektrische Heckrampe, ein Hilfsgenerator zur Stromversorgung, ein erweitertes Bodenannäherungs-Warnsystem, Stimmen- und Flugdatenaufzeichnung, Wetterradar und eine digitale Navigationskarte. Am vorderen Bereich der Zelle kann ein FLIR-System angebracht werden. Der Hubschrauber ist nachts einsetzbar, wobei die Piloten mit Nachtsichtgeräten oder im Helm eingebauten Sichtsystem fliegen. Zur Ausrüstung gehören außerdem ein Frachthaken, eine hydraulische Winde oder Abseilsystem und eine montierbare Zusatzpanzerung für Piloten. Die Marineversion NFH verfügt zusätzlich über ein unter der Luftfahrzeugzelle fest installiertes 360°-Rundumsichtradar zur Suche und Verfolgung von Schiffen.

## Bewaffnung

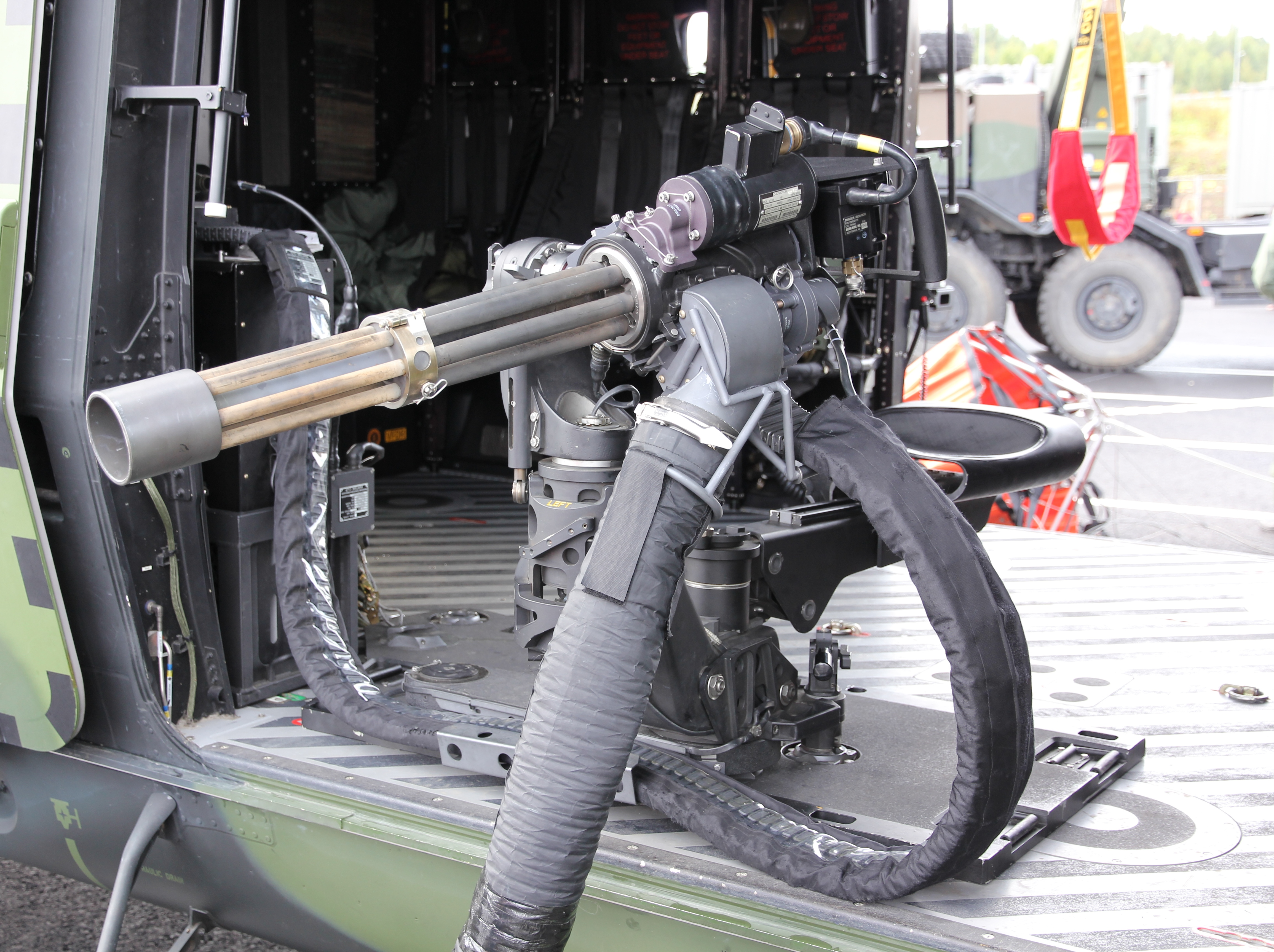
M134 Minigun an einem NH90 TTT des finnischen Heeres

An den seitlichen Laststationen können Waffen oder Behälter befestigt werden. An den Türen sind Lafettierungen für bewegliche Maschinengewehre anbaubar.
Intern (auf schwenkbaren Drehkugellafetten in der Schiebetür lafettiert)
- 2 × 7,62-mm-Maschinengewehre Rheinmetall MG3 mit mehreren Gurtkästen zu je 120 Schuss Munition
- 2 × 7,62-mm-Maschinengewehre Fabrique Nationale FN MAG 60.30 GPMG mit mehreren Gurtkästen zu je 100 Schuss Munition
- 2 × 7,62-mm-Gatling-Maschinengewehre Dillon Aero M134D (GAU-2/A) mit je einem Gurtkasten zu 4400 Schuss Munition
- 2 × 12,7-mm-Maschinengewehre Fabrique Nationale FN M3M mit mehreren Gurtkästen zu je 110 Schuss Munition

Extern (Kampfmittel für maximal 1200 kg an zwei Außenlastträgern vor der Schiebetür)
- Torpedos (nur NFH)
  - 2 × EuroTorp MU90 (324-mm-Torpedo)
  - 2 × (Marconi) BAe Systems Sting-Ray-Torpedo (325-mm-Torpedo)
  - 2 × Alliant-Techsystems-Torpedo Mk.46 Mod 5 (325-mm-Torpedo)
- Seezielflugkörper (nur NFH)
  - 2 × MBDA Marte Mk.2/S
- Ungelenkte Luft-Boden-Raketen (nur TTH)
  - 2 × Raketen-Rohrstartbehälter TBA Telson 8 für je 8 × ungelenkte SNEB-Luft-Boden-Raketen; Kaliber 68 mm
  - 2 × Raketen-Rohrstartbehälter TBA Telson 12 für je 12 × ungelenkte SNEB-Luft-Boden-Raketen; Kaliber 68 mm
  - 2 × Raketen-Rohrstartbehälter TBA Telson 22 für je 22 × ungelenkte SNEB-Luft-Boden-Raketen; Kaliber 68 mm
- Zusatzbehälter
  - 2 × Maschinenkanonenbehälter Nexter (GIAT) POD NC 621 mit je einer 20-mm-Maschinenkanone M621 sowie je 180 Schuss Munition
  - 2 × abwerfbare Zusatztanks für je 500 Liter Kerosin
  - 2 × abwerfbare Zusatztanks für je 250 Liter Kerosin

### Selbstschutz
Der NH90 verfügt über ein mehrteiliges elektronisches Selbstschutzsystem (Electronic-Warfare-Protection-System). Teil des Systems ist ein von EADS Deutschland entwickeltes Raketen- und Laserwarnsystem. Dies umfasst vier Missile-Launch-Detector-Sensor-Units (MLDSU), mit denen die Erfassung der Infrarot-Signaturen anfliegender Flugkörper erfolgt, vier Radar-Sensor-Units (RSU) zur Erfassung der Radarsignaturen anfliegender Flugkörper und zwei Laser-Sensor-Units (LSU) zur Erfassung von Laserstrahlen. Je nach Bedrohungslage im jeweiligen Einsatzgebiet werden die Sensoren auf die dortigen verwendeten Luftabwehr-Systeme abgestimmt, um einen bestmöglichen Schutz des Helikopters zu ermöglichen. Das eingesetzte Radarwarngerät kommt von der Firma Thales. Der Abwehr anfliegender Lenkwaffen dient der Täuschkörperwerfer MBDA Saphir-M, der in Bedrohungssituationen Düppel und Flares ausstoßen kann. Optional können die heißen Motorengase durch einen Abgasmischer abgekühlt werden. Dies hat den Effekt einer Verringerung der Erkennbarkeit durch Infrarotsensorik.

## Bestellungen

TTH/TTT version
NFH/NTH version

Mit seinen 23 Varianten und über 600 fest bestellten Maschinen für 14 Kundenstaaten weltweit stellte der NH90 das größte jemals in der Europäischen Union aufgelegte Militärhubschrauberprogramm dar (Stand 2010).
Der NH90 wurde bisher von folgenden Staaten bestellt bzw. als Option angemeldet, die grüne Hintergrundfarbe im Feld Auslieferungen gibt an, dass die Bestellung abgeschlossen ist:
| Land         | TTH  | NFH | TTT | MTT | Optionen | Gesamt                            | Auslieferungen (Stand Ende 2019) |
| ------------ | ---- | --- | --- | --- | -------- | --------------------------------- | -------------------------------- |
| Australien   | 47   | –   | –   | –   | –        | 47                                | 47                               |
| Belgien      | 4    | 4   | –   | –   | 2        | 10                                | 8                                |
| Deutschland  | 82   | 49  | –   | –   | –        | 131                               | 80                               |
| Finnland     | –    | –   | 20  | –   | –        | 20                                | 20                               |
| Frankreich   | 82   | 27  | –   | –   | –        | 109                               | 61                               |
| Griechenland | 20   | –   | –   | –   | 14       | 34                                | 14                               |
| Italien      | 60   | 46  | –   | 10  | 1        | 117                               | 82                               |
| Katar        | 16   | 12  | –   | –   | –        | 28                                | 0                                |
| Neuseeland   | 9    | –   | –   | –   | –        | 9                                 | 9                                |
| Niederlande  | –    | 20  | –   | –   | –        | 20                                | 20                               |
| Norwegen     | –    | 14  | –   | –   | 10       | 24 (einseitige Vertragskündigung) | 11                               |
| Oman         | 20   | –   | –   | –   | –        | 20                                | 19                               |
| Portugal     | (10) | –   | –   | –   | –        | 0                                 | abbestellt                       |
| Schweden     | –    | –   | 18  | –   | 7        | 25                                | 18                               |
| Spanien      | 38   | –   | –   | 7   | –        | 45                                | 12                               |
| Insgesamt:   | 378  | 172 | 38  | 17  | 34       | 639                               | >403                             |

## Nutzer

### Aktuelle Nutzer

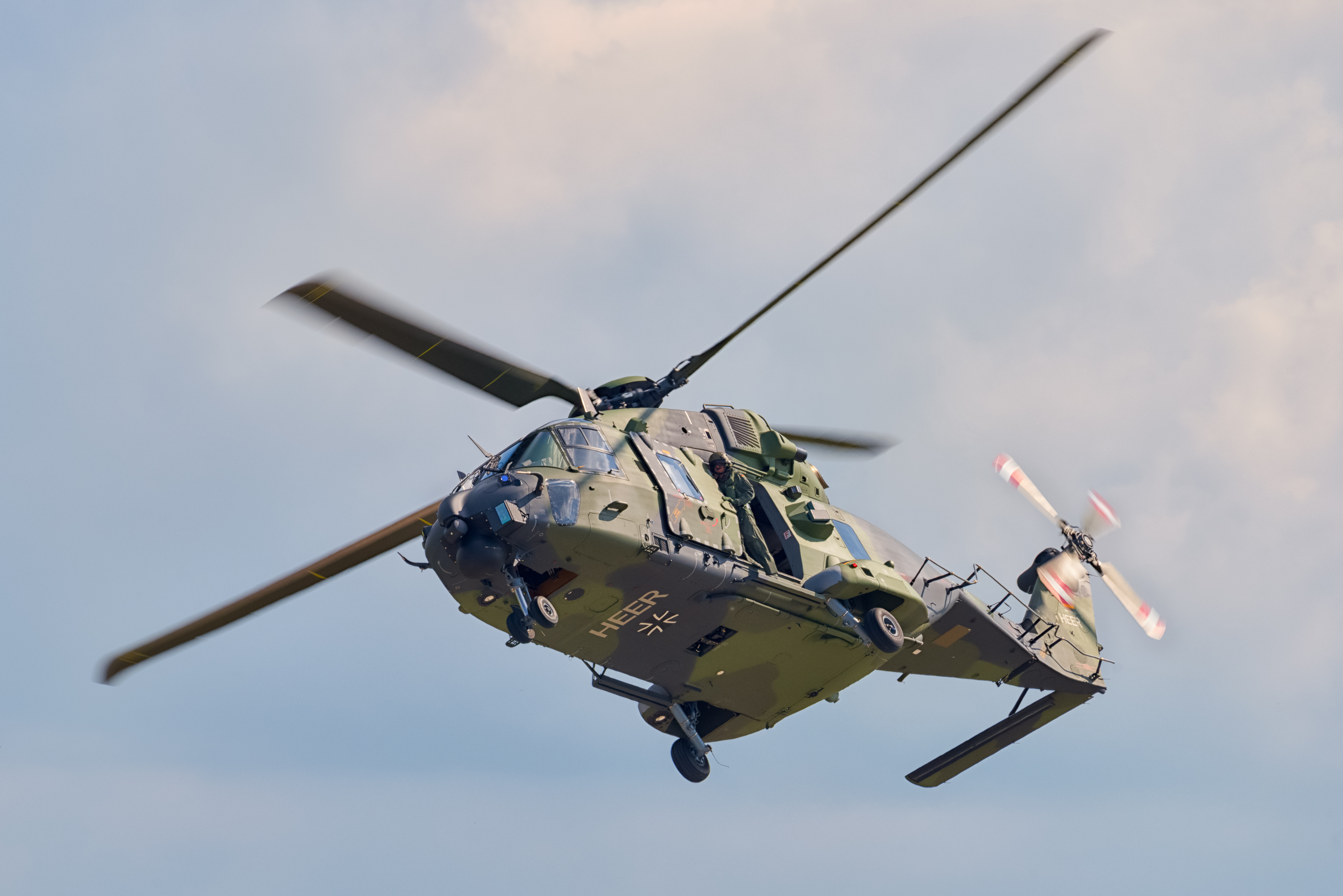
NH90 des deutschen Heeres bei der ILA 2016

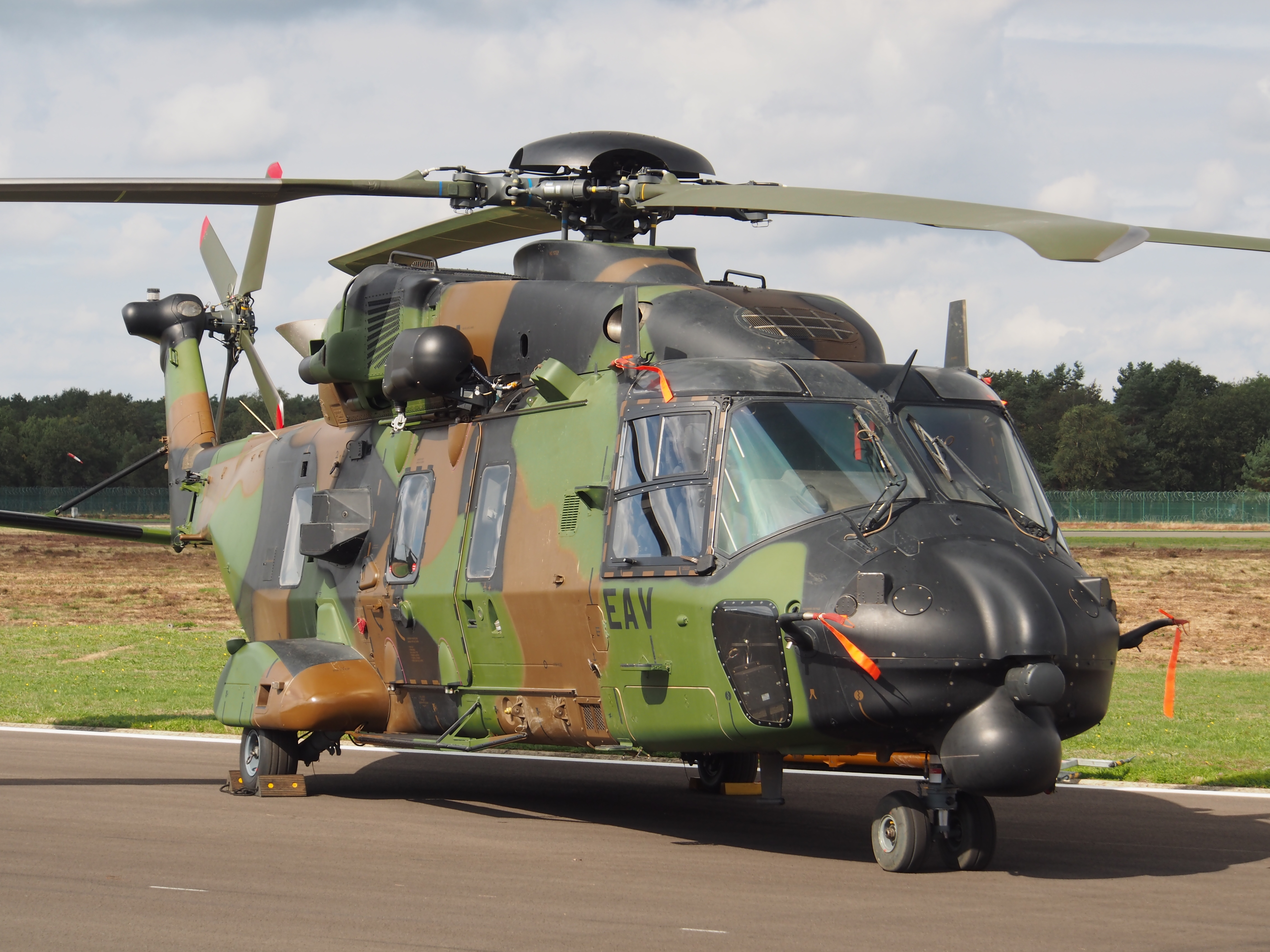
NH-90 TTH Caïman der französischen Armee, 2018

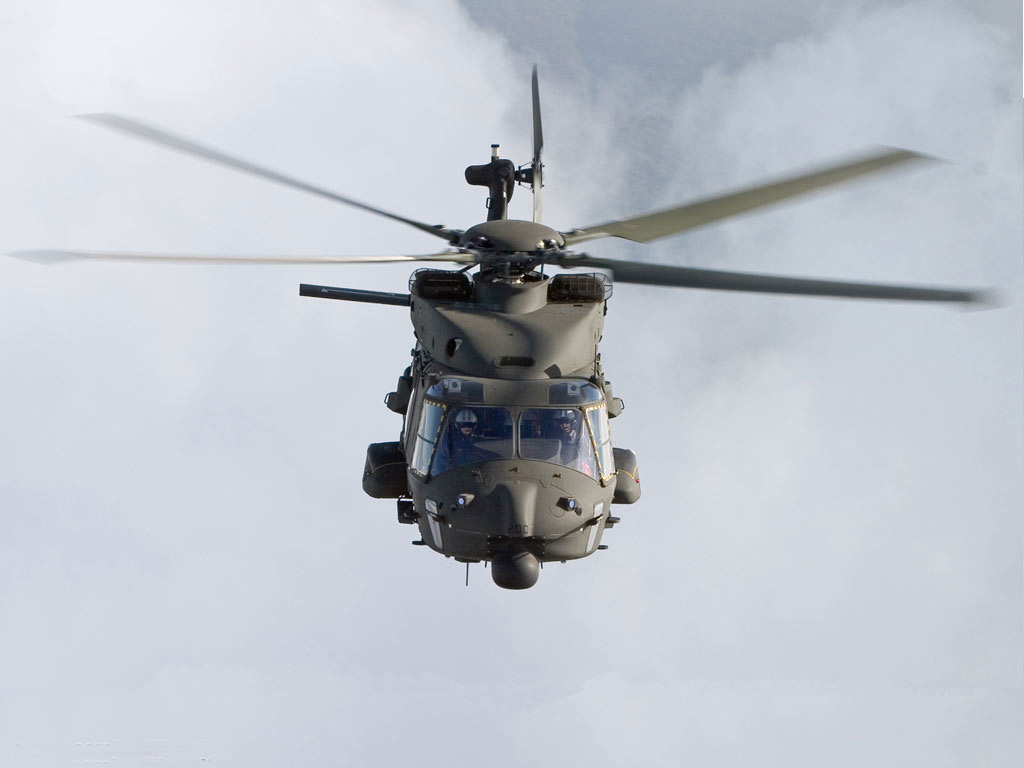
NH90 TTH des Italienischen Heeres

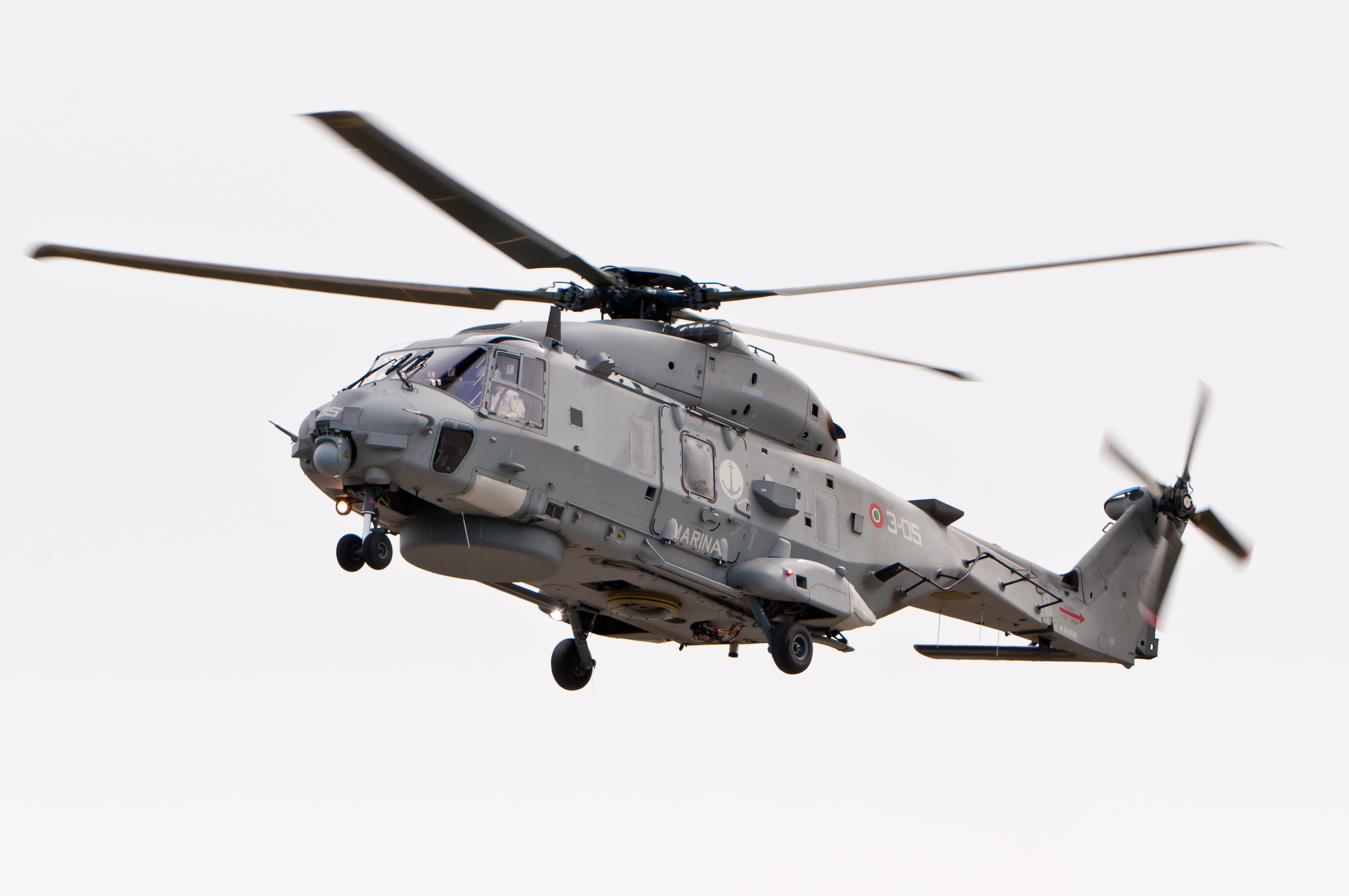
NH90 der italienischen Marine auf der ILA 2012

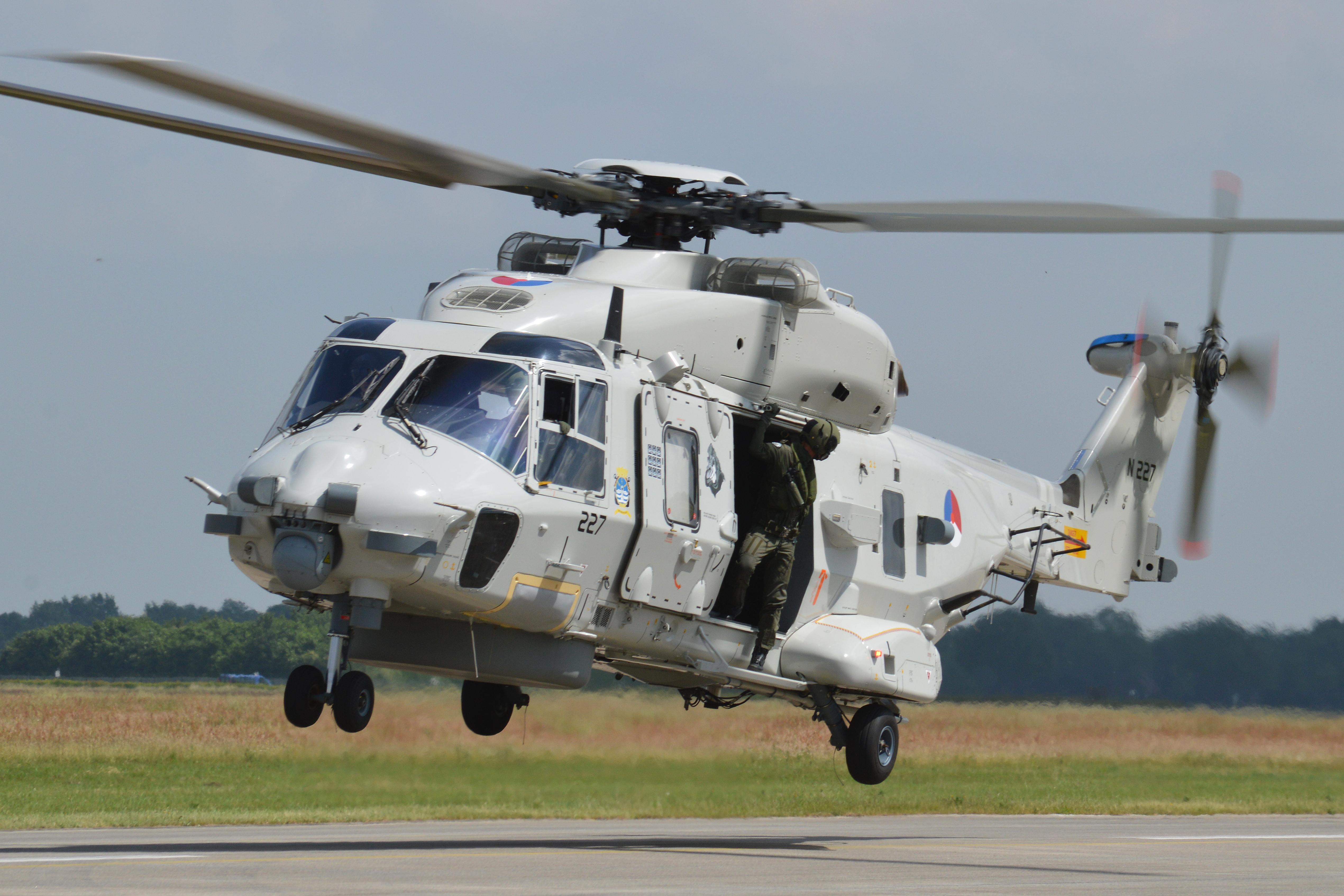
Marinehubschrauber der Königlich Niederländischen Marine

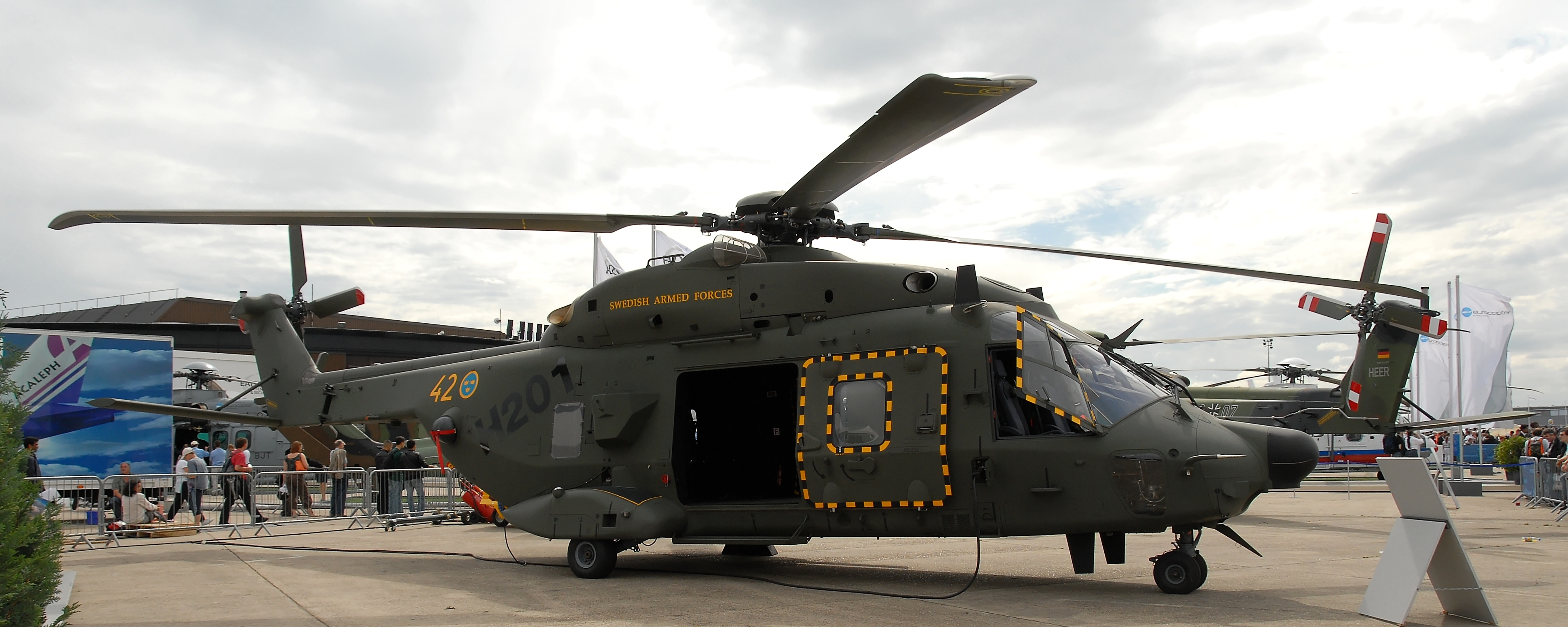
NH90 der Schwedischen Streitkräfte

Folgende Streitkräfte setzen die NH90 ein:
 Belgien
Luftwaffe: 8, 4 TTH Caïman + 2 Optionen, 4 NFH Caïman
18. Smaldeel/1st Wing (TTH betrieben für das Heer), Beauvechain, seit Oktober 2013
40. Smaldeel/1st Wing (NFH betrieben für die Marine), Koksijde, seit Mai 2014
 Deutschland
Heer: 82, 40 TGEA, 42 TGEE
Internationales Hubschrauberausbildungszentrum, Bückeburg, seit Dezember 2006
Transporthubschrauberregiment 10, Faßberg, seit Juni 2011
Transporthubschrauberregiment 30, Niederstetten, seit Dezember 2014 /März 2016
Luftwaffe: einige wenige TTH
Hubschraubergeschwader 64, Holzdorf, Juni 2010 bis Dezember 2012
Marine: 49, 18 NTH Sea Lion, 31 MRFH Sea Tiger (Zulauf ab 2025 geplant)
Marinefliegergeschwader 5, Nordholz, seit Juni 2020
 Finnland
Heer: 20 TTT (auch Such- u. Rettungsdienst)
Utti Jaeger Regiment, Utti, seit März 2008
 Frankreich
Heer: 74 TTH Caïman
École d’Application l’ALAT (EAALAT), Le Luc Le Cannet, seit Juli 2012
1er Régiment d’Hélicoptères de Combat (1er RHC), Phalsbourg-Bourscheid, seit November 2013
3e Régiment d’Hélicoptères de Combat (3e RHC), Étain-Rouvres, seit März 2022
4e Régiment d'Hélicoptères des Forces spéciales (4e RHFS), Pau-Uzein, geplant
5e Régiment d’Hélicoptères de Combat (5e RHC), Pau-Uzein, seit Oktober 2018
DetALAT Djibouti, Flughafen Djibouti-Ambouli, seit Juni 2025
Marine: 27 NFH Caïman marine
Flottille 33F, Lanvéoc-Poulmic, seit Dezember 2011
Flottille 31F, Hyères Le Palyvestre, seit Juli 2012
 Griechenland
Heer: 20, 16 TTH, 4 TTH (Special Operations) + 14 TTH (Optionen)
2. Heeresfliegerbataillon, Militärflugplatz Megara, seit Juni 2011
 Italien
Heer: 60 UH-90 (TTH)
25º Gruppo Squadroni „Cigno“, Rimini-Miramare
26º Gruppo Squadroni „Giove“, Viterbo
27º Gruppo Squadroni „Mercurio“, Casarsa
Marine: 56, 46 SH-90 (NFH), 10 MH-90 (TTH/NFH-Hybrid)
4º Gruppo, Grottaglie
5º Gruppo und Centro Sperimentale Aeromarittimo, Luni
Luftwaffe: 1 HH-90 (ATTH)/CSAR (Option, letztendlich wurden HH-101 für CSAR-Einsätze beschafft)
 Katar
Luftwaffe: 28, 16 TTH, 12 NFH (Vertragsabschluss März  2018)
8. Staffel/2. Geschwader (NFH), Doha, seit März 2022
9. Staffel/2. Geschwader (TTH), Doha, seit Dezember 2021
 Neuseeland
Royal New Zealand Air Force: 9, 8 TTH operativ + 1 als Ersatzteillager
3. Squadron, Ohakea Air Base, seit Dezember 2011
 Niederlande
Koninklijke Luchtmacht/Defensie Helikopter Commando: 20, 8 TNFH, 12 NFH. Die ersten sieben Hubschrauber wurden zwischen 2010 und 2012 in der Ausrüstungs- und Fähigkeitsstufe Meaningful Operational Capable (MOC) ausgeliefert, die folgenden sechs 2013 und 2014 als Full Operational Capable (FOC), die letzten sieben erhielten zudem bereits ab Werk die Final Radar Capability und werden mit FOC/FRC bezeichnet. Bis 2019 sollen alle restlichen Hubschrauber der MOC-/FOC-Standards auf FOC/FRC modernisiert werden.
7. Squadron, Maritiem Vliegkamp De Kooy (Erprobungsstaffel, sie leiht sich bei Bedarf die Helikopter von der 860. Staffel aus)
860. Squadron, Maritiem Vliegkamp De Kooy, seit Mai 2010 (Einsatzstaffel für die Marine)
 Oman
Luftwaffe: 20 TTH, Flughafen Al-Musana’a, seit Sommer 2010
 Portugal
Heer: 0, ursprünglich 10 TTH geplant, Bestellung aufgeschoben
 Schweden
Luftwaffe
18, 9 HPK-14D (TTT/SAR: variable Nutzung zum Taktischen Truppentransport, SAR und MedEvac), 9 HPK-14E (TTT/SAR/ASW: variable Nutzung wie bei D-Version plus U-Jagd), Anfangsflugbetrieb bis 2014 in Malmen bei Linköping
1. Helikopter Skvadron (HPK-14D/E), Luleå-Kallax, HPK-14D seit 2014, HPK-14E seit 2015
3. Helikopter Skvadron (HPK-14D), Ronneby-Kallinge, seit 2014
Die schwedische Luftwaffe wird alle 18 gelieferten NH90 bis 2030 ausmustern. Die Version 14D wird durch im Jahr 2024 bestellte 16 Sikorsky UH-60 Black Hawk ersetzt und bereits Ende 2024 außer Dienst gestellt.
 Spanien
Heer: 26 HT.29 Sarrio (TTH), Anfangsflugbetrieb seit Dezember 2014 übergangsweise beim Hersteller in Albacete
 BHELMA III, Agoncillo, seit September 2016
Luftwaffe: 12 HT.29 Lobo (TTH)
Ala 48, Cuatro Vientos, seit Oktober 2020
Marine: 7 HT.29 Sable (MTT)
14ª Escuadrilla de aeronaves, Marinebasis Rota, seit Juli 2026
Ende 2018 bestellte Spanien 23 weitere NH90 - 16 TTH und 7 NTH - nach, letztere sind die ersten für die Marine vorgesehenen Exemplare. Damit ist die ursprüngliche Anzahl von 45 spanischen NH90 bestellt. Die Marine plant mittelfristig mit insgesamt 13 NTH und langfristig ab 2035 zusätzlich mit 15 NFH.
Die offizielle Zahl der Festbestellungen beträgt laut NHI im Juni 2009 insgesamt 529 Maschinen. Im September 2015 wurde die 249. Maschine übergeben.
Im Jahr 2016 wurden 38 Maschinen ausgeliefert. Insgesamt beträgt die Auslieferung zum Jahresende 300 Exemplare, die zusammen über 120.000 Flugstunden absolviert haben. Bis zum Juli 2020 haben die NH90 von 13 Nutzerstaaten insgesamt 254.671 Flugstunden erreicht.

### Ehemalige Betreiber
Australien
Heer: 40 MRH90 Taipan (Multi Role Helicopter, entspricht TTH)
5th Aviation Regiment (A and B Squadron), RAAF Base Townsville, September 2009 bis Juli 2023
Marine: 6 MRH90 Taipan (gepoolt mit der Armee)
808. Squadron, NAS Nowra (HMAS Albatross), November 2010 bis Juli 2023
plus ein 47. Exemplar als Kompensation für Programmverzögerungen
Australien ersetzte ihre problembehafteten NH90 durch 40 Sikorsky UH-60. Zeitweise war Australien wegen der geringen Verfügbarkeit der MRH90 gezwungen, zwei private AgustaWestland AW139 zu leasen. Nach einem Unfall im Juli 2023 bis zur Außerdienststellung im Dezember 2024 kamen die NH90 nicht mehr in den Flugdienst zurück. Nachdem Australien keinen Käufer für die gebrauchten Helikopter gefunden hatte, bat die Ukraine Australien ihr die 45 Exemplare trotz Sicherheitsbedenken zu übergeben, um sie im Krieg gegen Russland einzusetzen. Doch die Regierung lehnte das Begehren ab. Im Februar 2024 bekundete NHIndustries ihr Interesse, Teile der ausrangierten Maschinen zurückzukaufen.
 Norwegen
Luftstreitkräfte: 14 MTH. Norwegen drohte 2012 wegen der Verzögerungen bei der Auslieferung mit der Stornierung des Auftrages, da der Kauf sechs Jahre zuvor hätte abgeschlossen werden sollen, das Land aber bis dato nur einen Hubschrauber erhalten hatte. Am 10. Juni 2022 wurde bekannt, dass Norwegen den Liefervertrag mit dem Hersteller NHI gekündigt hat und die bereits gelieferten acht Maschinen zurückgeben wird. Zudem fordert Norwegen die Rückerstattung der finanziellen Aufwendungen.
337. Skvadron (im Auftrag der Küstenwache), NH90-NFH, Bardufoss, Dezember 2011 bis Juni 2022
334. Skvadron (im Auftrag der Marine), NH90-ASW, Bardufoss und Haakonsvern, August 2019 bsi Juni 2022

## Zwischenfälle
- Bei einer Militärflugschau am Braccianosee bei Rom berührte am 1. Juni 2008 ein NH90 der italienischen Heeresflieger beim Abfangen aus einem Turn, einem Kunstflugmanöver, mit Rumpf und Heckausleger die Wasseroberfläche. Dabei zerbrach die Maschine und versank. Zwei der drei Besatzungsmitglieder wurden leicht verletzt gerettet. Der 36-jährige Pilot Filippo Fornassi konnte erst nach zwölf Minuten aus dem Wasser geborgen werden, in der Klinik wurde sein Tod festgestellt.[120][121] Die Maschine (TTH MM81519/EI-202) gehörte zum 1. Heeresfliegerregiment in Viterbo und war eine der ersten fünf Serienmaschinen für Italien.
- Nach einem Beinahe-Absturz im Juni 2014 eines NH90 der Bundeswehr aufgrund eines Triebwerksausfalls bei Termez in Usbekistan wurde der Flugbetrieb vorübergehend eingestellt. Nach dem Abstellen des Triebwerks hatte das Auslösen des Feuerlöschers zum Verschmoren einer Platine geführt. Erst nach fünf Monaten wurde eine Untersuchung vor Ort eingeleitet, die zu dem Ergebnis kam: „Nach hiesiger Einschätzung ist es nicht möglich auszuschließen, dass dieser Fehler … an anderen NH90 der Flotte nochmals auftritt“. Die Untersuchungsgruppe kam zu dem Schluss, dass es sich nicht um ein technisches Problem handelt, sondern um eine „flugsicherheitsgefährdende Störung“. Auf Grundlage der Zusicherung des Herstellers „Die Kombination eines Triebwerkausfalls in Verbindung mit der … Fehlfunktion … wurde seitens der Firma als extrem unwahrscheinlich eingestuft und liegt damit innerhalb der akzeptierten Ausfallwahrscheinlichkeit“ wurde der Hubschrauber wieder freigegeben. Bundeswehrpiloten des NH90 überlegten, sich als Reaktion fluguntauglich zu melden.[122][123] Am 6. Februar 2015 wurde der NH90 erneut mit einem Flugverbot belegt, nachdem der Hersteller aufgrund weiterer Untersuchungen zum Zwischenfall in Termez entgegen vorheriger Einschätzung zu dem Schluss kam, dass es beim Auslösen der Feuerlöschanlage des Triebwerks gegebenenfalls zu einem Kurzschluss im Overhead-Control-Panel (OHCP) kommen kann.[124]
- Am 16. April 2017 fiel bei einem NH90 der Royal New Zealand Air Force ebenfalls eines der zwei Triebwerke aus, woraufhin die Maschine notlanden musste.[125]
- Am 25. Dezember 2017 stürzte eine NH90 der Royal Air Force of Oman auf ihrem Heimatstützpunkt Al-Musana’a ab, wobei ein Besatzungsmitglied ums Leben kam.[126]
- Am 20. Juli 2020 stürzte ein niederländischer NFH-90 der 860. Squadron/Defensie Helikopter Commando vor der Küste Arubas ins Meer. Die auf der HNLMS Groningen stationierte Maschine war mit vier Besatzungsmitgliedern besetzt. Beim Absturz kamen die Pilotin Luitenant ter zee der 2de klasse Christine Martens (33) und der Taktische Offizier Luitenant ter zee der 2de klasse Erwin Warnies (34) ums Leben.[127]
- Am 22. März 2023 führte ein MRH-90 Taipan der Australian Army eine Notwasserung vor der Küste von New South Wales durch. Zwei Besatzungsmitglieder von insgesamt zehn Insassen wurden verletzt.[128]
- Am 12. Juli 2023 ereignete sich auf dem Flughafen Tarent-Grottaglie ein Unfall am Boden, bei dem eine MH-90A (MITT-Variante) der italienischen Marine auf die Seite kippte und dabei erheblich beschädigt wurde. Personen kamen dabei nicht ums Leben.[129]
- Am 28. Juli 2023 stürzte ein MRH-90 Taipan der Australian Army in der Nähe der Lindeman Islands ins Meer. Während Überreste des Helikopters gefunden wurden, werden die vier Besatzungsmitglieder weiterhin vermisst. In der Folge wurde der NH90 in den australischen Streitkräften zuerst gegroundet[130][131] und schließlich gar nicht mehr zurück in den Flugbetrieb genommen.[114]

## Technische Daten

Dreiseitenriss NH90

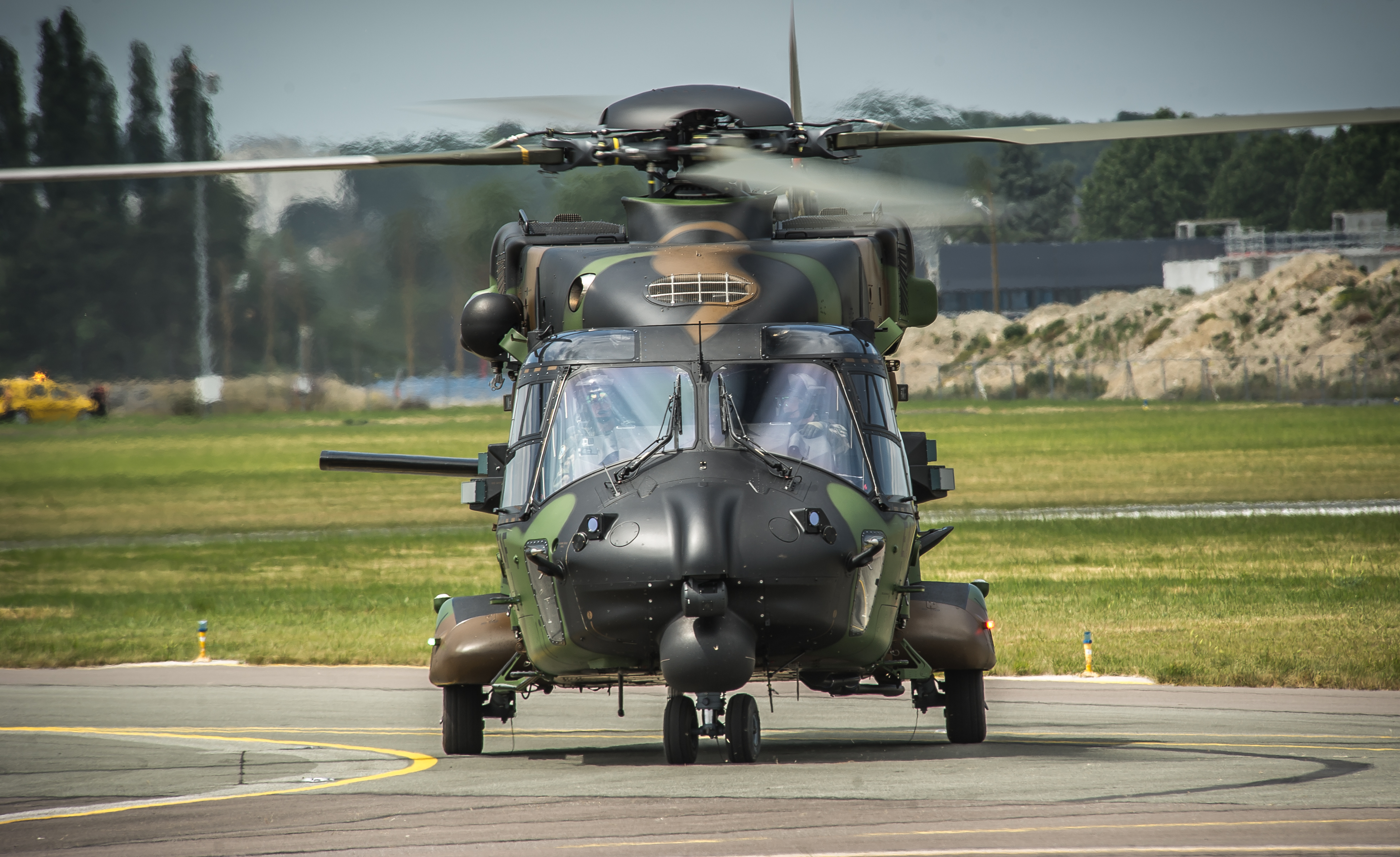
Frontansicht eines NH90 des französischen Heeres bei der Vorführung auf der Pariser Luftfahrtausstellung 2015

| Kenngröße             | Daten |
| --------------------- | --- |
| Typ                   | Taktischer Mehrzweckhubschrauber |
| Gesamtlänge           | 19,56 m |
| Rumpflänge            | 16,23 m (16,09 m MH90) |
| Rotordurchmesser      | 16,30 m |
| Höhe                  | 5,44 m |
| Leermasse             | etwa 6850 kg (7178 kg MH90) |
| max. Startmasse       | 10.600 kg; 11.400 kg (bei externer Zuladung bzw. Zusatztanks)                                                                             |
| Höchstgeschwindigkeit | - TTH: 305 km/h - NFH: 291 km/h |
| Marschgeschwindigkeit | - TTH: 260 km/h - NFH: 245 km/h |
| Dienstgipfelhöhe      | ca. 6000 m |
| Schwebehöhe           | - mit Bodeneffekt: 2960 m - ohne Bodeneffekt: 2355 m                                                                                      |
| Steigrate             | 11 m/s |
| Einsatzdauer          | - 4:35 h (ohne Zusatztanks) |
| Reichweite            | - TTH: 800 km (bei 2035 kg in internen Tanks) - TTH: 1260 km (mit 2 × 500 kg Zusatztanks) - NFH: 1000 km (ohne Zusatztanks)               |
| Besatzung             | 1–2 Piloten + 1 Bordtechniker |
| max. Zuladung         | 20 oder 12 Soldaten (mit Türbewaffnung) / 12 Tragen                                                                                       |
| max. Nutzlast         | 4200 kg (inkl. Tankinhalt, Ausrüstung und Zuladung)                                                                                       |
| max. Anhängelast      | 4000 kg (an Frachthaken) |
| Triebwerke            | - 2 × Rolls-Royce Turbomeca RTM 322 01/9 mit je 1788 kW / 2431 PS oder - 2 × General Electric T700-T6E (Italien) mit je 1692 kW / 2300 PS |

Die technischen Daten basieren auf Angaben von EADS und Royal New Zealand Air Force.